# 国鉄117系電車
117系電車（117けいでんしゃ）は、日本国有鉄道（国鉄）が製造した直流近郊形電車。
1979年（昭和54年）から1986年（昭和61年）にかけて216両が製造され、国鉄分割民営化に伴い東海旅客鉄道（JR東海）に72両、西日本旅客鉄道（JR西日本）に144両がそれぞれ承継された。

## 概要
京阪神地区の東海道本線・山陽本線で運行している新快速には、1972年（昭和47年）からそれまでの113系に代えて、山陽新幹線岡山駅延伸開業に伴い余剰となった急行形車両153系が使用されていた。元来は長距離の急行用車両であったため冷房装置を搭載し、乗り心地の良い空気ばね台車で、洗面所やトイレ付きで座席は比較的ゆったりしていたとはいえ、デッキ付きの乗降口を両端に有する構造は快適ではあってもラッシュ時の輸送に難点があった。また、製造初年が1958年（昭和33年）と古く、ボックスシート（固定クロスシート）であり、京阪間を運行する阪急電鉄や京阪電気鉄道の転換クロスシートを備えた特急車両（阪急6300系・京阪初代3000系）に比べると見劣りしていた。
117系はこれらの課題点を踏まえ、京阪神地区の輸送事情に適合する車両として設計された。客室設備は1975年（昭和50年）に北九州地区に投入されたキハ66・67系を基本とし、急行形を上回る設備水準の車両として構想され、それまで一貫して車両の標準化を推進してきた国鉄が地域の事情に応じて設計、製造した嚆矢となった。
本系列による新快速には153系時代の「ブルーライナー」に対して、「シティライナー」という新たな愛称が与えられた。さらに、1982年（昭和57年）には東海道本線名古屋地区の快速に使用されていた153系の置換え用として、「東海ライナー」という愛称で投入された。

## 構造
ここでは0番台製造当時の構造について述べる。

### 車体
全長20 mで、各種の腐食対策が施された鋼製車体に片側2か所の半自動対応の両開扉を設置する。湖西線での運用を考慮して、耐寒・耐雪仕様（関西地区投入分）とされた。
屋根部分は張り屋根となっており、車両妻面上部には押え用金具を確認することができる。車体番号は、車両側面にステンレス製の切り抜き文字を張り付けている。
外観から見た側面の構造は先行するキハ66・67系に類似しており、戸袋部を除いて2段上昇式の窓を2セットずつ1組としたユニット窓が並ぶ。このため、窓配置は制御車がd1(1)D(1)2222(1)D(1)2（d：乗務員扉、D：客用扉、(1)：戸袋窓）、中間電動車が2(1)D(1)2222(1)D(1)2という独特の形態である（下図参照）。
客用扉窓および戸袋窓に設置するガラスの支持方式を、従来のHゴム式から押え金式に変更した。
前面形状も独自のもので、157系に類似する「鼻筋」の通った流線形の構体に高運転台、左右各2灯を腰部に備えた前照灯、中央窓下に設けられた列車種別表示器とタイフォン（警笛）と従来にないデザインとなっている。
|           |           |           |           |           |           |
| クハ117形 | モハ117形 | モハ116形 | モハ117形 | モハ116形 | クハ116形 |

登場時の6両編成側面図。パンタグラフが一般的な電動車ユニット2両の中央寄りではなく、一方の外側寄りに搭載されていることが特徴。

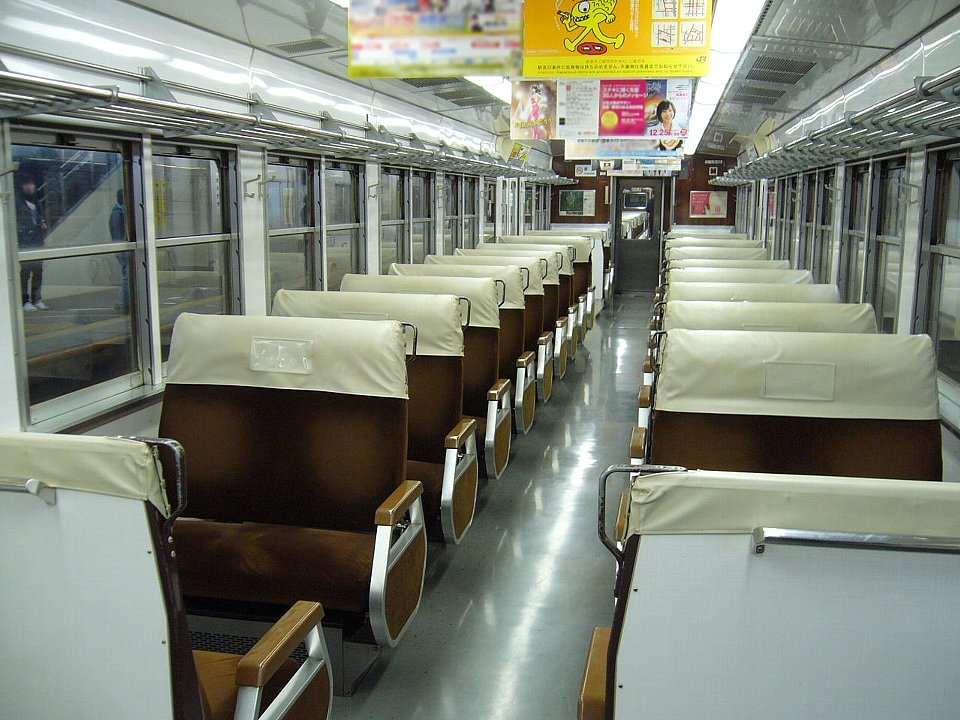
JR東海所属0番台車の車内

塗装はクリーム1号を基本とし、ぶどう色2号の細帯が窓下に入る構成である。この2色塗装は新快速のルーツである急行電車に使用されていた52系や、戦後の1950年（昭和25年）に製造された80系の塗装に類似した、大阪鉄道管理局伝統のカラースキームに則った塗色が選ばれている。従来、国鉄の近郊形電車は電気方式が同じであれば同一の塗装を施すルールとなっていたが、本系列ではそのルールを打破して系列専用色が採用され、以後、105系などで地域固有色が採用される先駆けとなった。

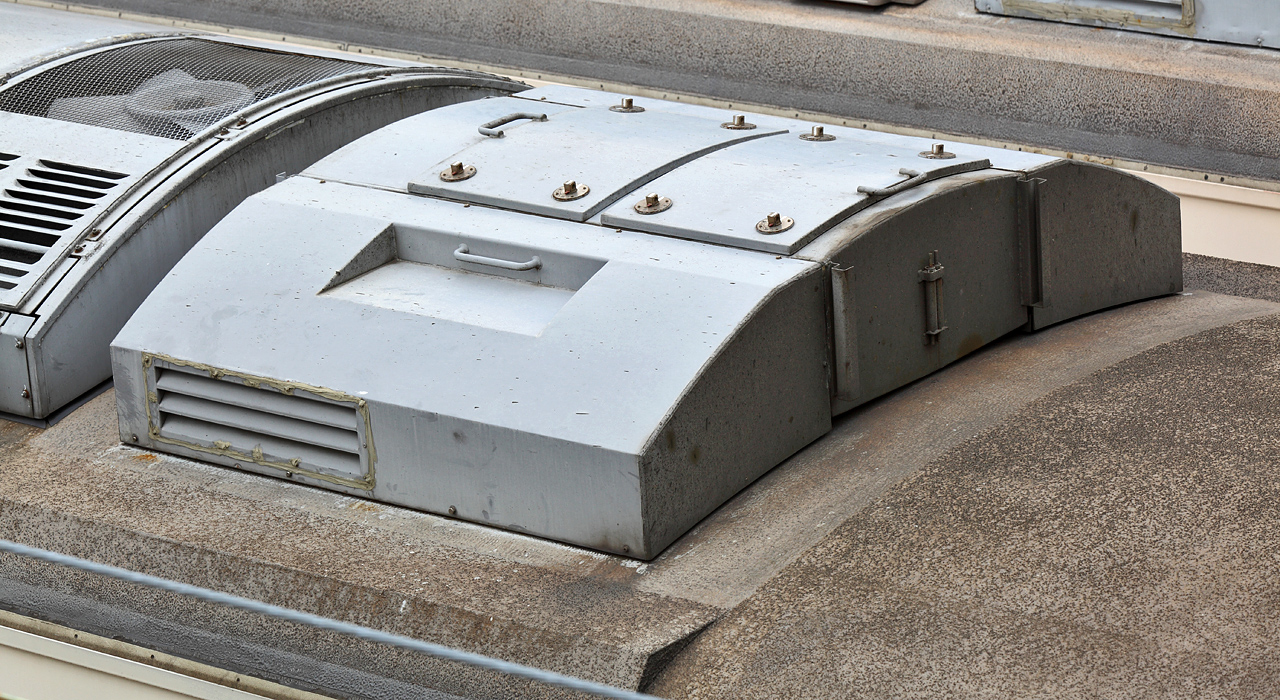
冷房装置の両脇に設置された新鮮外気導入装置

冷房装置は国鉄標準のAU75B集中式冷房装置（冷凍能力42,000 kcal/h）を屋根中央に搭載するが、その前後にキハ183系や781系などと同様に新鮮外気導入装置を設置している。そのため、従来の車両に取り付けられていた押込式通風器は廃止されている。
座席は転換クロスシート（一部固定）でつり革は一切設けられず、車内妻面の化粧板を木目調仕上げとして、さらに蛍光灯には乳白色のグローブ（カバー）が取り付けられるなど、近郊形電車としては破格の高級感を演出している。車内は禁煙区間のみ運用されていたが、臨時列車での使用や禁煙区間外での運用を考慮して、中間車のみ灰皿を設置している。
天井は平天井となったが、両隅（荷棚上部）に境目があり角張っている。この処理は製造初年が近い781系や185系も同様であり、本系列以前では新幹線0系や京成AE車にも見られた特徴である。また、編成中に1か所、和式トイレを備える。
なお、当初計画された車体は前面形状が異なり、客用ドアは実際に採用されたものより各々910 mm車端寄りにあり、車体塗色は711系に倣い赤2号にクリーム4号で、車端部にロングシート、室内化粧板は薄茶色6号、屋根に押し込み式通風器があるというキハ66に近いものであった。

### 主要機器
設計当時の標準品を多用しているが、最高速度が従来の近郊形電車の標準である100 km/hから110 km/hに引上げられた関係から、その多くは上位機種を採用している。
MM'ユニットを採用し、M車（モハ117形）には主制御器・抵抗器 (MR136)・集電装置が、M'車（モハ116形）には電動発電機・電動空気圧縮機が搭載される。
主制御器は CS43 の流れを汲み、信頼性と保守性を考慮して417系で使用し実績のあった電動カム軸式の CS43A で、抵抗制御と直並列制御を組み合わせて加減速を行う。勾配抑速ブレーキの使用や条件が整っていれば並列段からの再加速が可能である。カム軸機構の改良などにより内部動作の多段化が行われスムーズな加速を可能としている。主制御器1基で2両8基分の主電動機を制御する1C8M方式である。主電動機は当時の国鉄電車の標準機種の一つであり、113系などと共通の直流直巻式整流子電動機であるMT54Dを装備し、歯車比も従来の近郊形と同様の1:4.82とされた。実用域の高速性能は153系と同等で、起動加速力では上回り、勾配線区にも対応している。
制御用や冷房用電源として、東芝が原設計を担当した電動発電機 MH135-DM92 を採用する。103系や113系・115系などで採用された実績のあるタイプであり、集電装置からの直流1,500 Vを電源として三相交流440 V 60 Hz（定格容量160 kVA・4両給電）を出力する。
空気圧縮機は、集電装置からの直流1,500 Vを電源とした2段圧縮直結駆動式の MH113B-C2000M を搭載する。

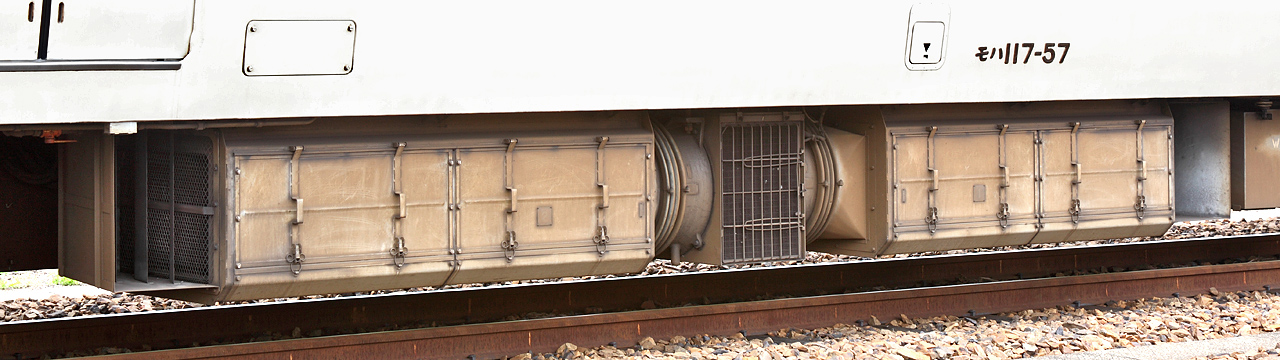
主抵抗器 MR136
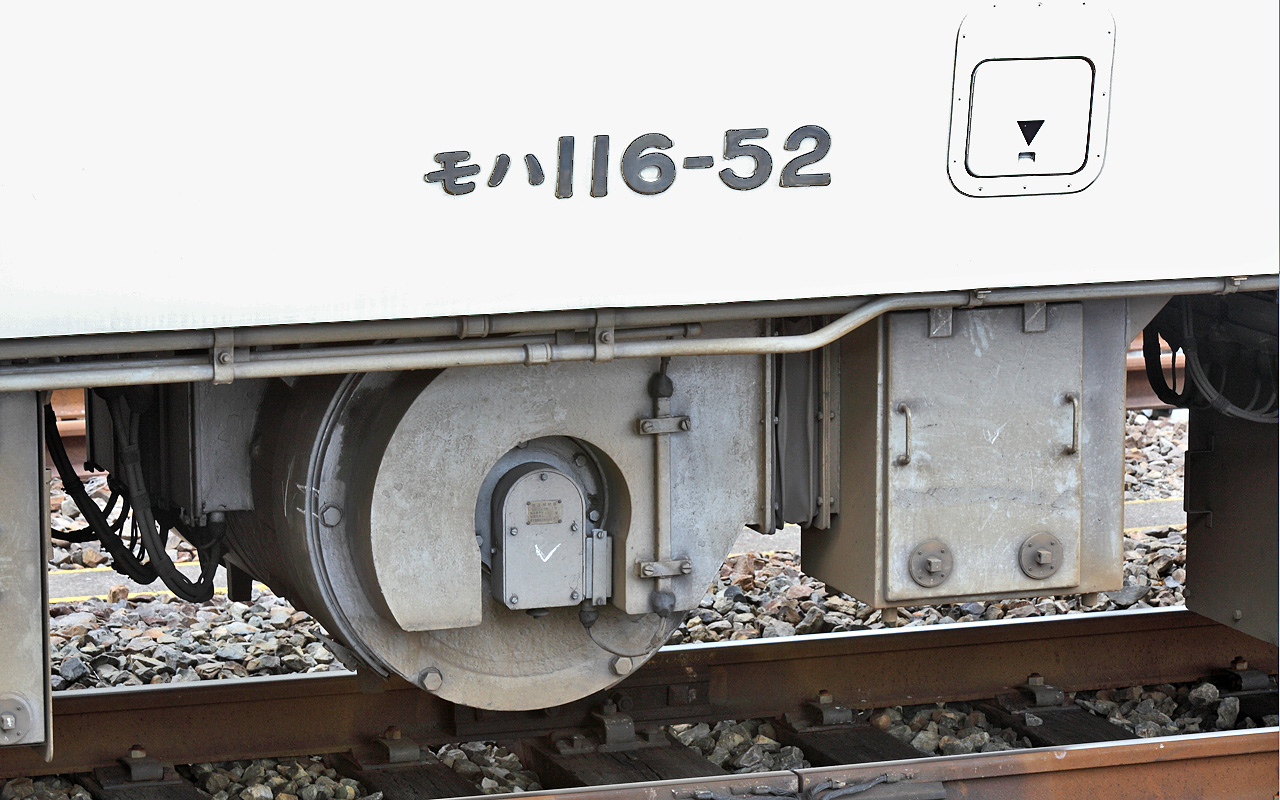
電動発電機 MH135-DM92
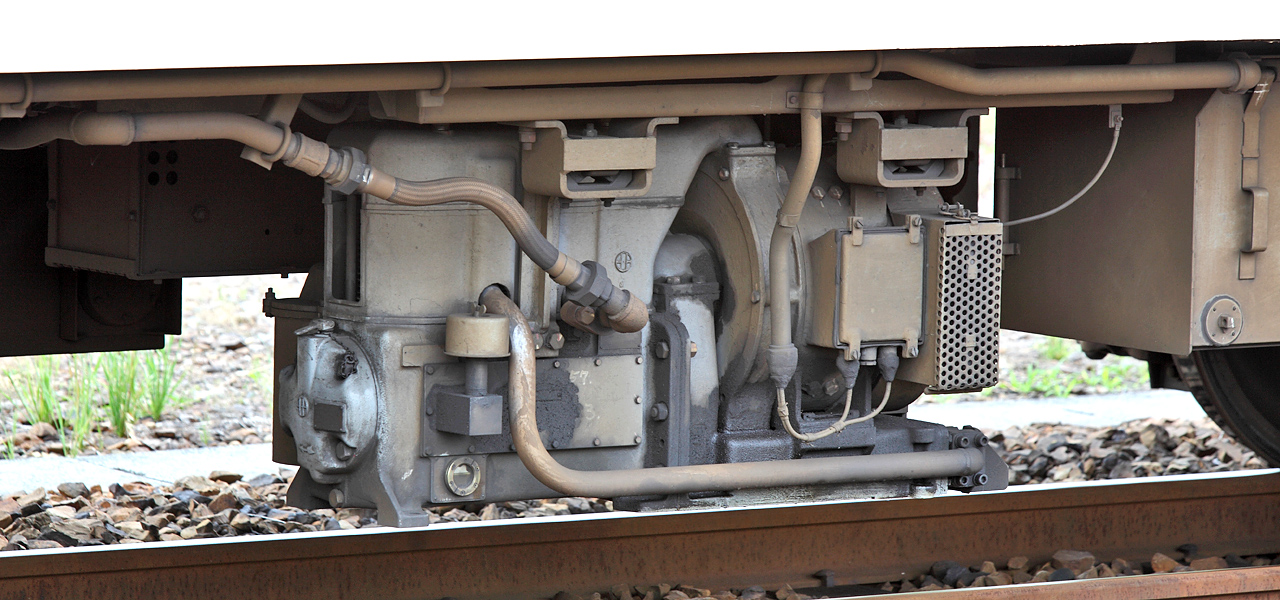
空気圧縮機 MH113B-C2000M

台車は高速走行時の走行特性やDT24系空気ばね台車を装着していた153系からの置き換えであることなどを考慮し、特急・急行形で使用実績のあるインダイレクトマウント空気ばね台車であるDT32E（電動車）・TR69H（制御車）を採用した。
集電装置は設計当時に直流形電車の標準品であったPS16系菱形パンタグラフであるが、アルミニウム製の枠を使用し、湖西線での運用を考慮してばね部分にカバーを施した耐寒・耐雪仕様のPS16Jが採用されている。
連結器は国鉄標準の柴田式密着連結器を採用するが、153系の運用形態を踏襲し、ラッシュ時に6両編成を2編成組み合わせて12両編成で運用する計画であったことから、増解結作業の容易化のために、連結器には国鉄初となる自動解結装置と電気連結器が採用された。

## 形式
本系列の編成、および構成する諸形式を以下に示す。本系列は、電動車4両・制御車2両によるMT比2:1の6両編成を基本として計画・製造された。これは設計当時における国鉄の標準的な構成である。後年の編成組み換えにより、電動車2両・制御付随車2両による4両編成（MT比1:1）と電動車6両・制御付随車2両による8両編成（MT比3:1）が加わった。本系列においては、各派生番台も含め付随車は存在しない。
| クハ117 | モハ117 | モハ116 | モハ117 | モハ116 | クハ116 |
| Tc      | M       | M'      | M       | M'      | Tc'     |

| クハ117 | モハ117 | モハ116 | クハ116 |
| Tc      | M       | M'      | Tc'     |

| クハ117 | モハ117 | モハ116 | モハ117 | モハ116 | モハ117 | モハ116 | クハ116 |
| Tc      | M       | M'      | M       | M'      | M       | M'      | Tc'     |

- クハ117形 - 奇数（東海道本線上で東京より）向きの先頭に連結される制御車(Tc)。
- モハ117形 - パンタグラフ、制御器を搭載する電動車(M)。モハ116形とユニットを組んで使用される。
- モハ116形 - 電動発電機(MG)、空気圧縮機(CP)を搭載する電動車(M')。モハ117形とユニットを組んで使用される。
- クハ116形 - 偶数（東海道本線上で神戸より）向きの先頭に連結される制御車(Tc')。

## 新造車

### 0番台

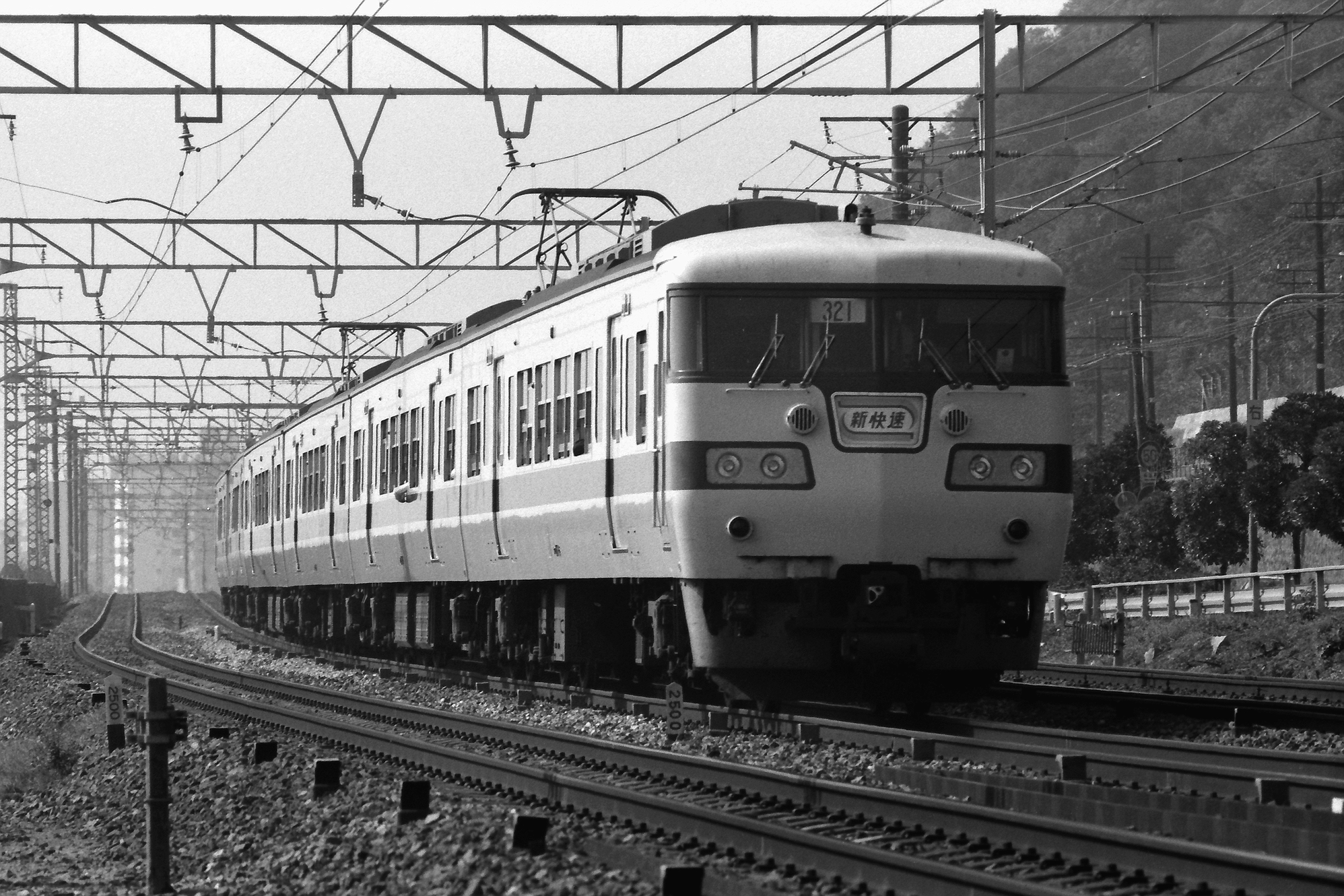
新快速で運用される117系

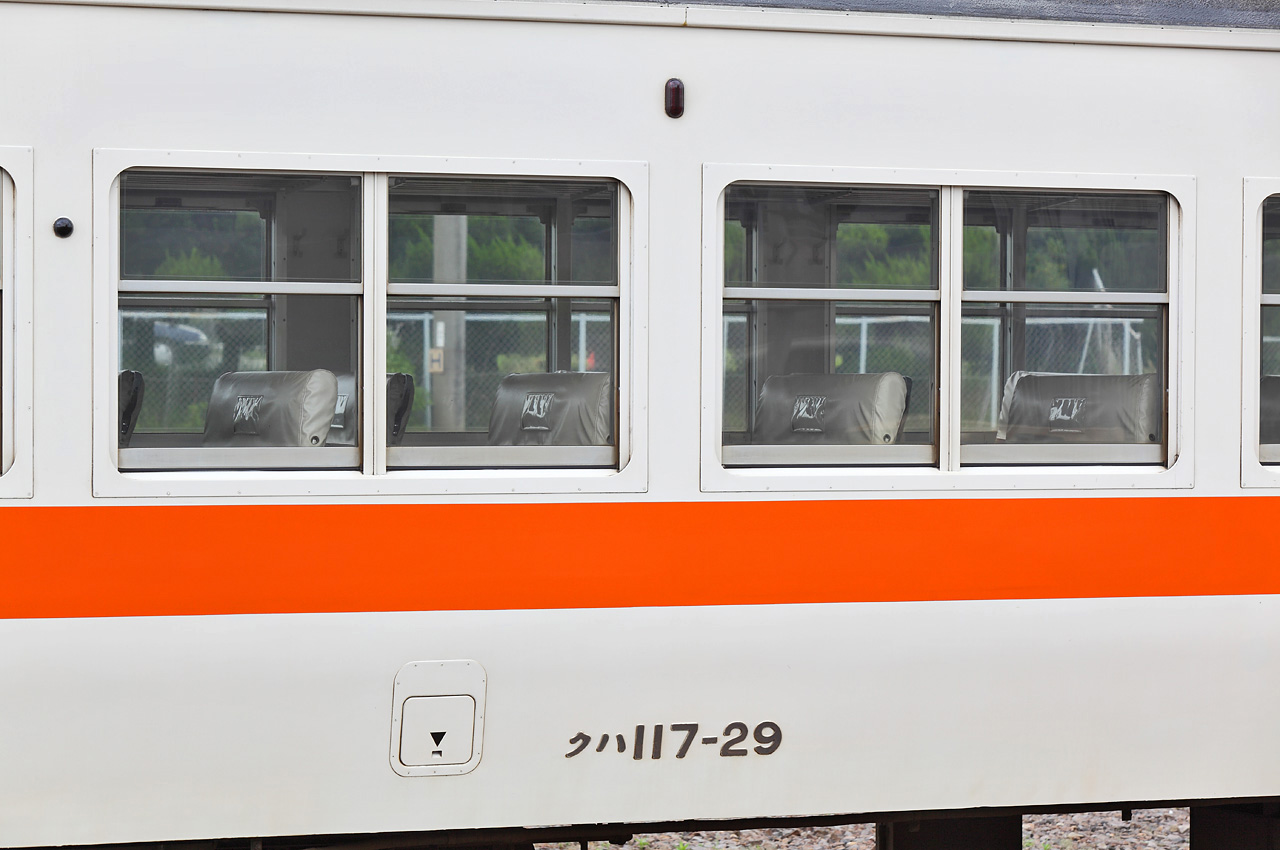
0番台の窓形状

1979年から製造された。同年9月12日に川崎重工業兵庫工場で量産先行車となる第1編成6両が竣工し、各種性能試験と習熟運転の合間に鉄道記念日イベントの一環として同年10月13・14日に大阪・京都・神戸・姫路の各駅で車両展示会を開催した。各編成の竣工日とメーカーは以下のとおり。
| 編成名         | 竣工日        | メーカー名 |
| -------------- | ------------- | ---------- |
| 第1編成（C01） | 1979年9月12日 | 川崎重工業 |
| 第2編成（C02） | 1980年1月29日 | 川崎重工業 |
| 第3編成（C03） | 1980年1月29日 | 川崎重工業 |
| 第4編成（C04） | 1980年1月12日 | 近畿車輛   |
| 第5編成（C05） | 1980年2月5日  | 近畿車輛   |
| 第6編成（C06） | 1980年2月5日  | 近畿車輛   |
| 第7編成（C07） | 1980年2月26日 | 川崎重工業 |

| 編成名          | 竣工日        | メーカー名   |
| --------------- | ------------- | ------------ |
| 第8編成（C08）  | 1980年3月13日 | 近畿車輛     |
| 第9編成（C09）  | 1980年4月22日 | 日本車輌製造 |
| 第10編成（C10） | 1980年4月22日 | 日本車輌製造 |
| 第11編成（C11） | 1980年7月8日  | 日本車輌製造 |
| 第12編成（C12） | 1980年7月8日  | 日本車輌製造 |
| 第13編成（C13） | 1980年4月8日  | 川崎重工業   |
| 第14編成（C14） | 1980年4月8日  | 川崎重工業   |

| 編成名          | 竣工日        | メーカー名 |
| --------------- | ------------- | ---------- |
| 第15編成（C15） | 1980年6月3日  | 川崎重工業 |
| 第16編成（C16） | 1980年6月3日  | 川崎重工業 |
| 第17編成（C17） | 1980年6月17日 | 川崎重工業 |
| 第18編成（C18） | 1980年6月17日 | 川崎重工業 |
| 第19編成（C19） | 1980年5月14日 | 近畿車輛   |
| 第20編成（C20） | 1980年5月14日 | 近畿車輛   |
| 第21編成（C21） | 1980年7月15日 | 近畿車輛   |

・登場時の編成
| 編成番号 | クハ117 | モハ117 | モハ116 | モハ117 | モハ116 | クハ116 | 新製日          | 製造所       | 備考 |
| -------- | ------- | ------- | ------- | ------- | ------- | ------- | --------------- | ------------ | ---- |
| C01      | 1       | 1       | 1       | 2       | 2       | 1       | 昭和54年9月12日 | 川崎重工業   |      |
| C02      | 2       | 3       | 3       | 4       | 4       | 2       | 昭和55年1月29日 | 川崎重工業   |      |
| C03      | 3       | 5       | 5       | 6       | 6       | 3       | 昭和55年1月29日 | 川崎重工業   |      |
| C04      | 4       | 7       | 7       | 8       | 8       | 4       | 昭和55年1月12日 | 近畿車輛     |      |
| C05      | 5       | 9       | 9       | 10      | 10      | 5       | 昭和55年2月5日  | 近畿車輛     |      |
| C06      | 6       | 11      | 11      | 12      | 12      | 6       | 昭和55年2月5日  | 近畿車輛     |      |
| C07      | 7       | 13      | 13      | 14      | 14      | 7       | 昭和55年2月26日 | 川崎重工業   |      |
| C08      | 8       | 15      | 15      | 16      | 16      | 8       | 昭和55年3月13日 | 近畿車輛     |      |
| C09      | 9       | 17      | 17      | 18      | 18      | 9       | 昭和55年4月22日 | 日本車輌製造 |      |
| C10      | 10      | 19      | 19      | 20      | 20      | 10      | 昭和55年4月22日 | 日本車輌製造 |      |
| C11      | 11      | 21      | 21      | 22      | 22      | 11      | 昭和55年7月8日  | 日本車輌製造 |      |
| C12      | 12      | 23      | 23      | 24      | 24      | 12      | 昭和55年7月8日  | 日本車輌製造 |      |
| C13      | 13      | 25      | 25      | 26      | 26      | 13      | 昭和55年4月8日  | 川崎重工業   |      |
| C14      | 14      | 27      | 27      | 28      | 28      | 14      | 昭和55年4月8日  | 川崎重工業   |      |
| C15      | 15      | 29      | 29      | 30      | 30      | 15      | 昭和55年6月3日  | 川崎重工業   |      |
| C16      | 16      | 31      | 31      | 32      | 32      | 16      | 昭和55年6月3日  | 川崎重工業   |      |
| C17      | 17      | 33      | 33      | 34      | 34      | 17      | 昭和55年6月17日 | 川崎重工業   |      |
| C18      | 18      | 35      | 35      | 36      | 36      | 18      | 昭和55年6月17日 | 川崎重工業   |      |
| C19      | 19      | 37      | 37      | 38      | 38      | 19      | 昭和55年5月14日 | 近畿車輛     |      |
| C20      | 20      | 39      | 39      | 40      | 40      | 20      | 昭和55年5月14日 | 近畿車輛     |      |
| C21      | 21      | 41      | 41      | 42      | 42      | 21      | 昭和55年7月15日 | 近畿車輛     |      |

| 編成番号 | クハ117 | モハ117 | モハ116 | モハ117 | モハ116 | クハ116 | 新製日          | 製造所       | 備考 |
| -------- | ------- | ------- | ------- | ------- | ------- | ------- | --------------- | ------------ | ---- |
| S01      | 22      | 43      | 43      | 44      | 44      | 22      | 昭和57年1月12日 | 日本車輌製造 |      |
| S02      | 23      | 45      | 45      | 46      | 46      | 23      | 昭和57年1月29日 | 川崎重工業   |      |
| S03      | 24      | 47      | 47      | 48      | 48      | 24      | 昭和57年3月19日 | 川崎重工業   |      |
| S04      | 25      | 49      | 49      | 50      | 50      | 25      | 昭和57年3月26日 | 川崎重工業   |      |
| S05      | 26      | 51      | 51      | 52      | 52      | 26      | 昭和57年3月18日 | 日本車輌製造 |      |
| S06      | 27      | 53      | 53      | 54      | 54      | 27      | 昭和57年4月28日 | 日本車輌製造 |      |
| S07      | 28      | 55      | 55      | 56      | 56      | 28      | 昭和57年4月28日 | 日本車輌製造 |      |
| S08      | 29      | 57      | 57      | 58      | 58      | 29      | 昭和57年5月14日 | 川崎重工業   |      |
| S09      | 30      | 59      | 59      | 60      | 60      | 30      | 昭和57年5月12日 | 近畿車輛     |      |

さらに1982年には、名古屋地区用として一部仕様を変更の上、大垣電車区に9編成が投入されている。主な変更点は以下の通り。
- 自動解結装置・電気連結器の省略[15]
- 耐寒・耐雪仕様の省略
  - 扉の半自動機能使用停止[15]（戸閉機械は従来車と同一）
  - 台車のスノープラウの省略[15]
  - パンタグラフの暖地仕様化（PS16J形→PS16形）[15]
- 腐食対策として、外板下部の一部をステンレス材に変更、屋根の仕上げを屋根布からポリウレタン樹脂コーディングに変更[15]
- クハ117形へのトイレの設置[15]

### 100・200番台

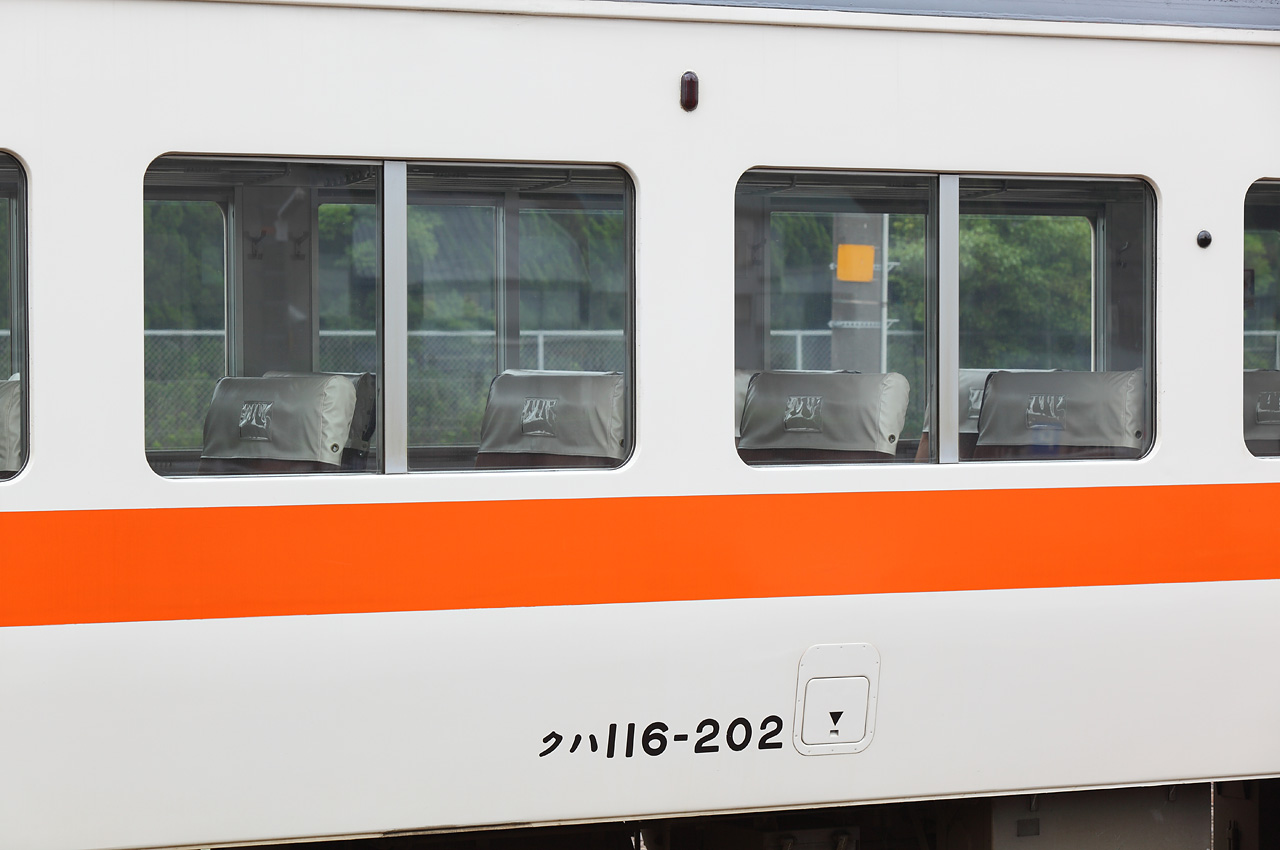
200番台の窓形状（100番台も同様）

1986年11月1日のダイヤ改正に伴う、京阪神地区の新快速増発用および名古屋地区の編成短縮（6両→4両）による快速増発用に投入された増備車である。4年ぶりの増備であることから、各部の設計が変更されている。主な変更点は以下の通り。
- 車端部の配電盤など、デッドスペースを減らして扉回りの立席スペースを拡大[17]。
- 側窓を外はめ式のユニット構造から、2列1組のバランサー付き1段下降式に変更[17]。
- 乗務員室背面仕切窓の拡大[16]。イメージアップのため、客室内の配色を変更[16]。
- 車体裾部にステンレス材を使用するなど台枠付近の防錆構造を強化[注 11]。
- 前面ガラスワイパーの電動式化、ウインドウウォッシャーを新設[16]。
- 台車のDT50C（電動車）・TR235B（制御車）[注 12]への変更と、これに伴う床面高さの45 mm引き下げ(1235 mm→1190 mm)。
- 電動車ユニット間の連結器を棒連結器に変更[16]。
- 座席のセミバケットタイプへの変更[17]。
- 冷房装置のAU75Eへの変更。

本番台車は京阪神地区用に3編成、名古屋地区用に先頭車18両の計36両が投入された。
クハ117形は、0番台では名古屋地区向けの増備車においてトイレ付きに変更されていたが、京阪神地区向けは再びトイレなしに変更された。一方、名古屋地区向け車は従来の6両編成を3両ずつに分割の上、それぞれに新造の先頭車を連結するという方式で投入されることとなった。よって、名古屋地区向けでは全ての編成で1両だけ形態の異なる先頭車が連結されることになった。なお、編成中のトイレを1箇所とするため、クハ117形100番台は京阪神地区向けと同仕様のトイレなしで、クハ116形は京阪神地区向けと異なるトイレなし仕様の200番台として投入された。

C23編成（6両編成）は東急車輛製造で落成後、横須賀線横須賀 - 品川間で公式試運転を行い、配置先となる宮原電車区まで回送された。本形式が関東地方を走行した唯一の例である。
・100・200番台
| 編成番号 | クハ117 | モハ117 | モハ116 | モハ117 | モハ116 | クハ116 | 新製日        | 製造所     | 備考 |
| -------- | ------- | ------- | ------- | ------- | ------- | ------- | ------------- | ---------- | ---- |
| C22      | 101     | 101     | 101     | 102     | 102     | 101     | 1986年8月26日 | 近畿車輛   |      |
| C23      | 102     | 103     | 103     | 104     | 104     | 102     | 1986年9月6日  | 東急車輛   |      |
| C24      | 103     | 105     | 105     | 106     | 106     | 103     | 1986年9月9日  | 川崎重工業 |      |

| 編成番号 | クハ117 | モハ117 | モハ116 | クハ116 | 新製日（100・200番台） | 製造所（100・200番台） | 備考 |
| -------- | ------- | ------- | ------- | ------- | ---------------------- | ---------------------- | ---- |
| S14      | （22）  | （43）  | （43）  | 202     | 1986年10月6日          | 日本車輛製造           |      |
| S9       | （23）  | （45）  | （45）  | 203     | 1986年10月6日          | 日本車輛製造           |      |
| S7       | （24）  | （47）  | （47）  | 205     | 1986年10月16日         | 日本車輛製造           |      |
| S1       | （25）  | （49）  | （49）  | 206     | 1986年10月16日         | 日本車輛製造           |      |
| S2       | （26）  | （51）  | （51）  | 204     | 1986年10月16日         | 日本車輛製造           |      |
| S3       | （27）  | （53）  | （53）  | 207     | 1986年10月27日         | 日本車輛製造           |      |
| S10      | （28）  | （55）  | （55）  | 208     | 1986年10月27日         | 日本車輛製造           |      |
| S8       | （29）  | （57）  | （57）  | 201     | 1986年10月6日          | 日本車輛製造           |      |
| S4       | （30）  | （59）  | （59）  | 209     | 1986年10月27日         | 日本車輛製造           |      |
| S12      | 105     | （44）  | （44）  | （22）  | 1986年10月6日          | 日本車輛製造           |      |
| S5       | 106     | （46）  | （46）  | （23）  | 1986年10月6日          | 日本車輛製造           |      |
| S6       | 108     | （48）  | （48）  | （24）  | 1986年10月16日         | 日本車輛製造           |      |
| S18      | 109     | （50）  | （50）  | （25）  | 1986年10月16日         | 日本車輛製造           |      |
| S11      | 107     | （52）  | （52）  | （26）  | 1986年10月16日         | 日本車輛製造           |      |
| S17      | 110     | （54）  | （54）  | （27）  | 1986年10月27日         | 日本車輛製造           |      |
| S13      | 111     | （56）  | （56）  | （28）  | 1986年10月27日         | 日本車輛製造           |      |
| S15      | 104     | （58）  | （58）  | （29）  | 1986年10月6日          | 日本車輛製造           |      |
| S4       | 112     | （60）  | （60）  | （30）  | 1986年10月27日         | 日本車輛製造           |      |

## 改造車・改造工事

### JR西日本での改造

#### 300番台

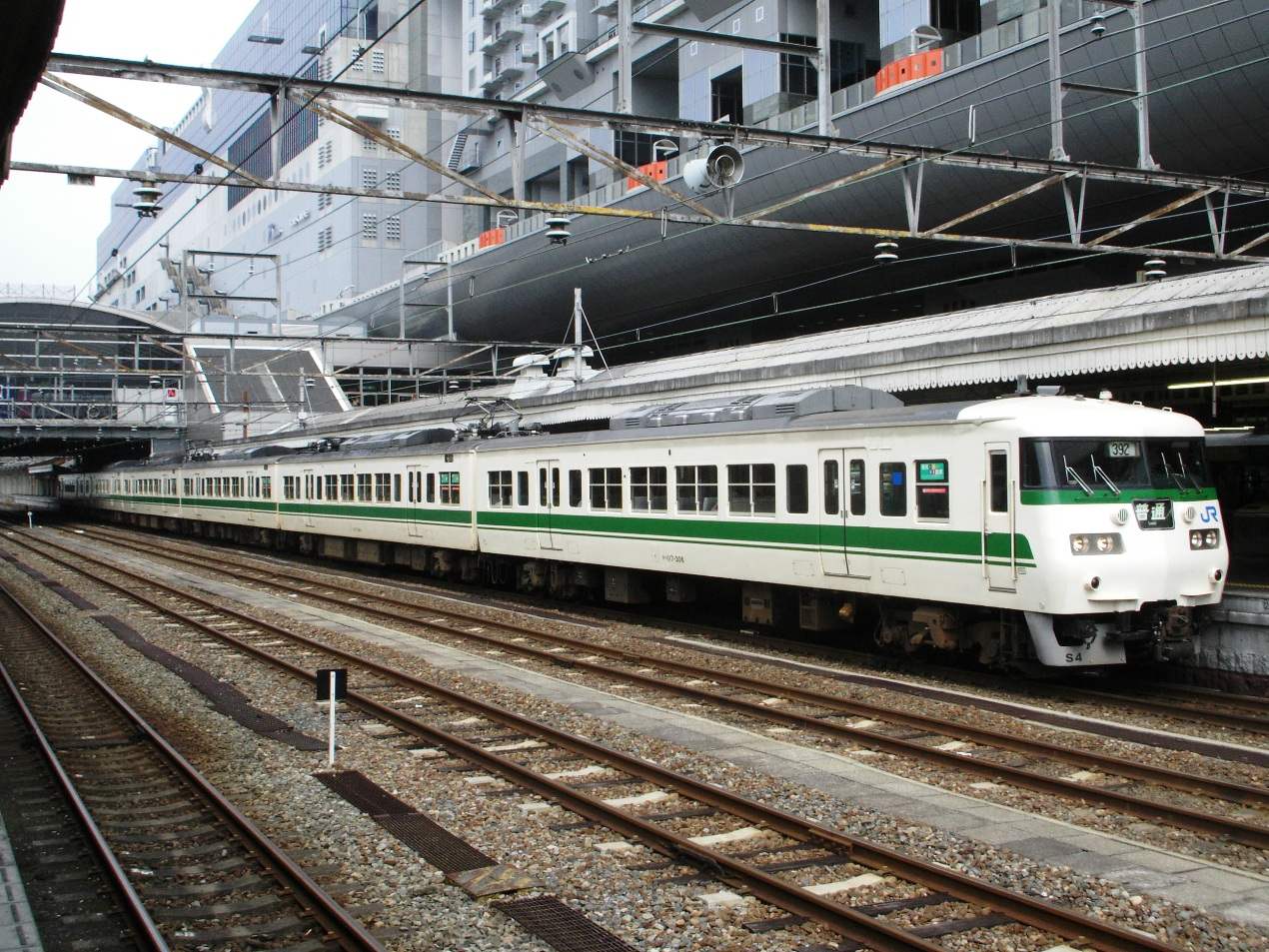
300番台福知山色

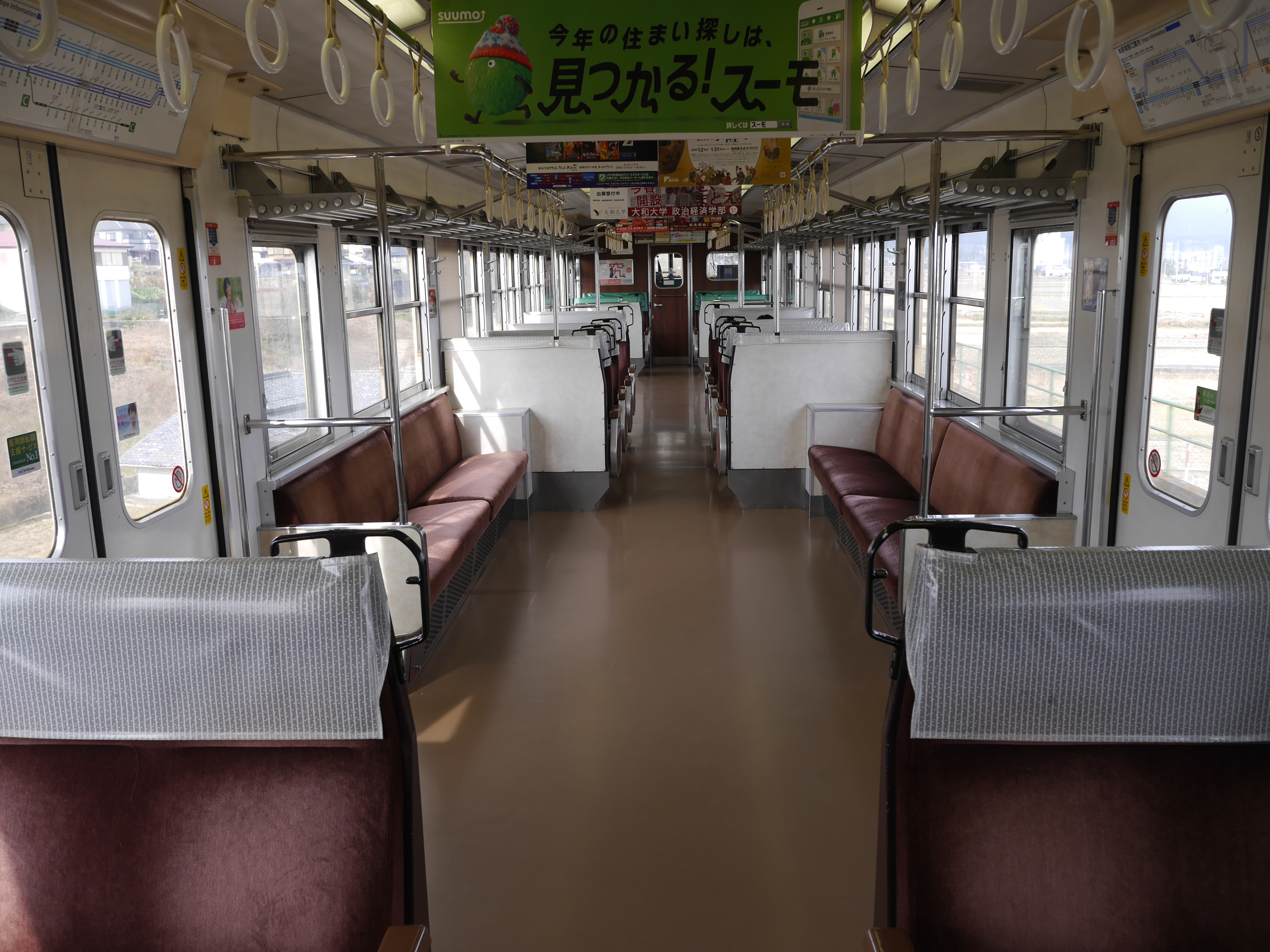
300番台車の車内

JR宝塚線における通勤需要の増大に伴う遅延防止策として改造されたグループである。1992年に6両編成9本、1997年に先頭車4両の計58両が改造を受け、車両番号は元番号+300となった。
改造内容はブレーキに応荷重装置を追加し、元空気ダメ圧力を変更したほか、乗降扉に近い転換クロスシート3列を撤去してロングシートを設置した。一部の編成は300番台化改造以前に座席の一部撤去を受けており、最初に施工された第21編成は転換クロスシート1列を、その後に施工された第3・5・6編成は転換クロスシート3列をそれぞれ撤去している。その後、第21編成は300番台改造時に撤去範囲を他編成と同様に合わせている。

新旧番号対照
- モハ117/116-3 - 16, 19, 20, 41, 42 → モハ117/116-303 - 316, 319, 320, 341, 342
- クハ117/116-2 - 8, 10, 18, 20, 21 → クハ117/116-302 - 308, 310, 318, 320, 321

改造当初の編成　　
| 編成番号 | クハ117 | モハ117 | モハ116 | モハ117 | モハ116 | クハ116 | 竣工       |
| -------- | ------- | ------- | ------- | ------- | ------- | ------- | ---------- |
| C02      | 302     | 303     | 303     | 304     | 304     | 302     | 1992.8.20  |
| C03      | 303     | 305     | 305     | 306     | 306     | 303     | 1992.5.1   |
| C04      | 304     | 307     | 307     | 308     | 308     | 304     | 1992.9.18  |
| C05      | 305     | 309     | 309     | 310     | 310     | 305     | 1993.2.16  |
| C06      | 306     | 311     | 311     | 312     | 312     | 306     | 1992.11.28 |
| C07      | 307     | 313     | 313     | 314     | 314     | 307     | 1992.3.11  |
| C08      | 308     | 315     | 315     | 316     | 316     | 308     | 1992.10.23 |
| C10      | 310     | 319     | 319     | 320     | 320     | 310     | 1992.6.5   |
| C21      | 321     | 341     | 341     | 342     | 342     | 321     | 1992.12.28 |
| C18      | 318     | (305)   | (305)   |         |         | 318     | 1997.1.31  |
| C20      | 320     | (341)   | (341)   |         |         | 320     | 1997.3.5   |

#### 「WEST EXPRESS 銀河」

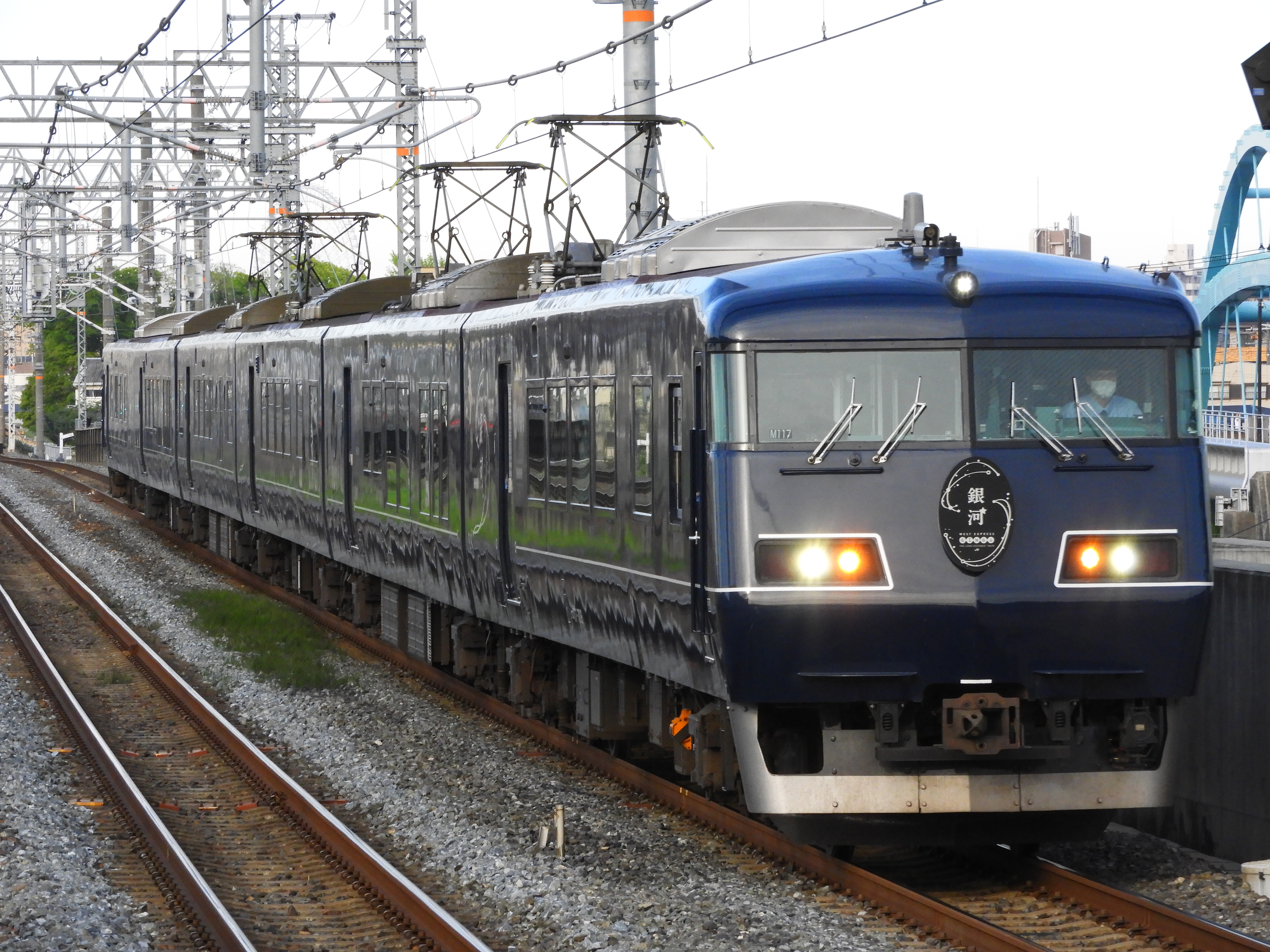
WEST EXPRESS 銀河

2020年9月11日より運行を開始した「WEST EXPRESS 銀河」用に、2020年1月31日付で吹田総合車両所京都支所の旧T2編成のうち0番台の6両を改造して組成した編成で、M117編成を名乗る。車番は現車に+7000して7000番台となった。
グリーン車2両（個室1両、1列+2列1両）・普通車3両（2列+2列・コンパートメント・フルフラットシート各1両）・フリースペース1両の6両編成とし、デザインはえちごトキめきリゾート雪月花の設計・プロデュースや中村駅のリノベーションを手がけた川西康之が担当した。エクステリアカラーには「西日本が誇る美しい海や空を表現した」という瑠璃紺色を採用。全車とも6号車寄りのドアを塞いで両開き1ドアとし、窓配置も一部変更された。インテリアも「多様性」「カジュアル」「くつろぎ」をコンセプトに全面改装された。
2021年度グッドデザイン・ベスト100およびグッドデザイン特別賞グッドフォーカス賞［地域社会デザイン］を受賞した。
編成表
| 編成番号 | クロ117 | モハ117 | モハ116 | モハ117 | モハ116 | クロ116 | 備考                       |
| -------- | ------- | ------- | ------- | ------- | ------- | ------- | -------------------------- |
| M117     | 7016    | 7032    | 7032    | 7036    | 7036    | 7016    | T2編成より組成変更かつ改造 |

- 太字:霜取りパンタグラフ装備車

### JR東海での改造

#### 各種改造（JR東海）
1991年度末、クハ117-112とクハ116-30（当時のS3編成）およびクハ117-29とクハ116-201（当時のS10編成）に対して、運転席直後や車端部をロングシートに改造された。運転台後方部分は3人掛け、便所部分は出入口前のクロスシートを残して3人掛け、それ以外の車端部は5人掛けのロングシートを設置し、つり手が新設された。なお、運用状況を鑑みた追加改造は見送られた。
1994年、集電装置がすり板をPS21と同等のものに交換され、PS16改とされた。
2009年（平成21年）からは一部の編成にはATS-PTの設置工事が施されたが、本系列では転落防止幌および車椅子スペース整備改造は行われなかった。

#### 「トレイン117」

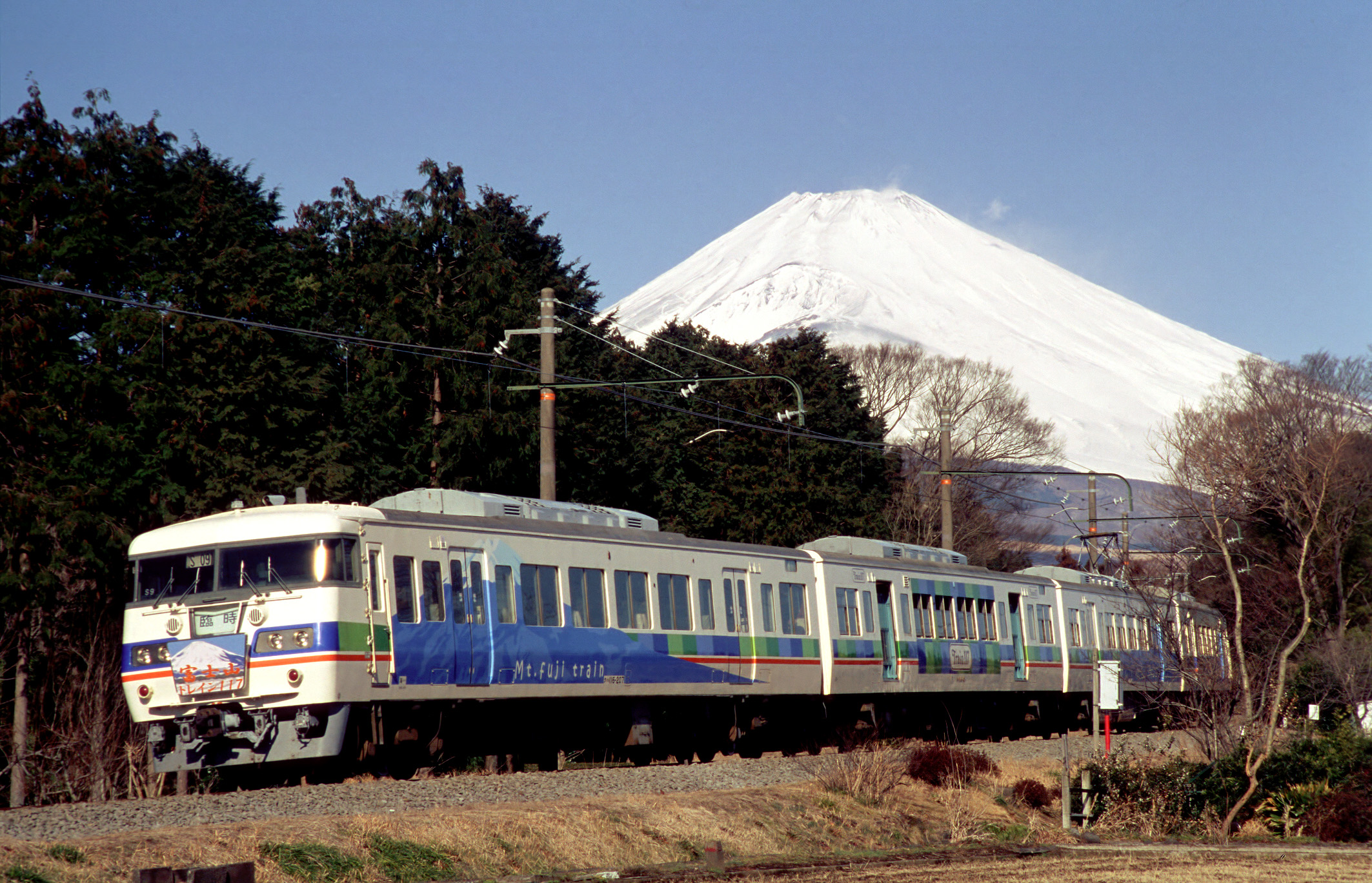
臨時快速「そよ風トレイン117」として運用されていた117系0番台

S9編成は、2010年8月1日から同年9月26日までの土曜日・休日に飯田線で運行される観光列車「そよ風トレイン117」用として、同年7月に名古屋工場で改造工事が施工された。2号車に組成されるモハ116-45は客用扉部分に走行中でも外気を取り入れることが可能な展望柵を設置し、客用扉間の座席を撤去した上で窓に向けてベンチを配した「ウィンディスペース」に改装され、他の3両も一部の座席の背もたれ部を撤去し大型テーブルが設置された。
JR東海の所有する本形式として、最後まで残った編成のひとつであった。

### 他系列への改造

#### 115系3500番台への改造

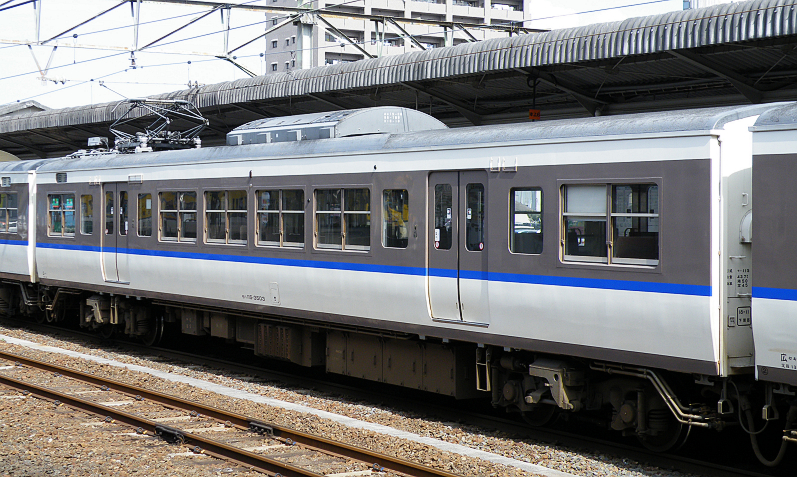
モハ115形3500番台（2009年）

1992年に本系列を「サンライナー」へ転用する際、短編成化（6両→4両）によって発生した余剰中間電動車が山陽地区で使用されている115系の先頭車と混結できるよう改造されたものである。
新旧番号対応
- モハ117/116-17, 21, 23, 25, 27, 29, 31, 33, 35, 37, 39, 303, 315, 316→モハ115/114-3501 - 3514

## 運用
国鉄分割民営化に際しては、京阪神地区への投入車は全車JR西日本に、名古屋地区への投入車は全車JR東海に承継されている。

### JR西日本
京阪神地区では221系の投入で運用を縮小し、福知山線や奈良線・湖西線・草津線・紀勢本線・和歌山線・山陽本線岡山・下関地区に転用された。山陽本線下関地区では2016年1月、紀勢本線・和歌山線では2019年3月に運用を終了し、2023年の岡山地区を最後にJR西日本の117系一般車の定期運用がすべて終了した。
2016年現在、JR西日本で原形をとどめるのは、吹田総合車両所京都支所（旧：京都総合運転所）の8両編成2本16両のうちの12両。残り4両にはトイレの増設とバリアフリー対応化改造が行われた。
長らく、115系への改造車を除く116両全車が在籍していたが、2015年より廃車が開始され、2023年10月時点の在籍数は18両となった。現在運行中の117系は先述の「WEST EXPRESS 銀河」用のM117編成6両を残すのみである。

#### 京阪神地区新快速
京阪神地区の東海道本線・山陽本線における117系の営業運転は、1980年（昭和55年）1月22日に第1編成を当時運行されていた新快速・快速の内、分割併合を伴わない単独運用に充当する形で開始された。運転開始当日は、大阪駅で「祝・シティライナー営業運転開始」と題した記念式典が開催された。
その後は同年3月末までに8編成が宮原運転所（現：網干総合車両所宮原支所、以下同じ）に出揃って同数の153系（クハ165形を含む）が捻出された。このうち状態不良の25両を廃車、名古屋鉄道管理局へ19両、長野鉄道管理局へ1両、広島鉄道管理局へ3両をそれぞれ転属し、各局に在籍する153系老朽車との置き換えや車両増に充当された。
これにより新快速は本系列8編成、153系13編成となった。さらに同年4月から7月にかけて2期目の置き換え作業が実施され、本系列が13編成新造されて予備編成を含めた新快速運用の必要数である21編成が宮原運転所に揃ったことで、1980年7月10日には全新快速運用の本系列への置き換えが完了した。153系は状態不良車39両が廃車され、27両は名古屋鉄道管理局へ、12両は東京南鉄道管理局へ転属となり、それぞれ153系状態不良車との置き換えが実施された。
1986年11月改正では新快速増発用ならびに福知山線・山陰本線城崎電化向け113系の捻出用として117系100番台6両編成3本が増備され、総数は6両編成24本となった。従来の新快速は複々線区間で普通電車や快速電車と同じ内側線・電車線を走行していたが、この改正からは特急列車や貨物列車と同じ外側線・列車線を走行するようになった。
JR西日本発足時、京阪神地区新快速用の6両編成24本が宮原電車区に配属されていた。
1988年3月13日ダイヤ改正で運用範囲を彦根から米原まで延長し、翌1989年3月11日ダイヤ改正では朝ラッシュ時間帯に2編成連結した12両編成「新快速」での運転を開始した。しかし、同時に最高運転速度120km/hの221系が登場し、117系は徐々に新快速での運用を縮小することとなる。1990年3月10日のダイヤ改正から新快速のダイヤを変えずに日中の高槻駅と芦屋駅に停車させるため、最高速度を115km/hに引き上げた。
1991年3月16日ダイヤ改正では早朝深夜を除いて新快速の最高速度が120km/hとなった関係で、新快速運用は米原 - 大阪と大阪 - 野洲の2本のみに縮小したことから、6両編成10本（C11 - C20編成）を8両編成5本と4両編成5本に組み替え、4両編成は奈良線快速に、6・8両編成は米原 - 網干・播州赤穂間の快速列車に充当した。同年9月14日に北陸本線（米原 - 長浜間）の直流電化切り替えが完成したことから、運用範囲が長浜まで拡大した。
1992年3月14日ダイヤ改正では、岡山・広島地区の115系非冷房車置き換えと岡山地区の快速「サンライナー」充当のため岡山電車区・広島運転所（現・下関総合車両所広島支所）へ転属した。サンライナー向けに投入する編成は4両編成であり、その他組み替えで発生した電動車11組の余剰車を115系へ改造して組み込み、115系非冷房車を置き換えた。これにより、117系として初めて車両数が減少した。2001年には広島地区の115系初期車の置き換えを目的に、中間車6両が115系へ追加改造され、JR西日本所属の117系の総数は116両に減少した。
この1992年3月14日ダイヤ改正でも新快速運用に残った117系については、新快速は乗客増加により最低でも8両編成で運転とした都合から、短い6両編成と乗降に時間のかかる2扉構造は不向きとなり、大阪駅以東の朝晩の列車限定とされた。1995年に発生した阪神・淡路大震災からの復旧直後はJR神戸線の平日の朝の下り1本に117系が充当された。
1999年5月11日ダイヤ改正では、223系の増備により朝の新快速の130km/h運転が開始（西明石 - 草津間）されることとなり、117系の定期新快速運用が終了した。
2004年10月10日に「リバイバル新快速」として、限定運用ではあったが再び新快速運用に充当された。

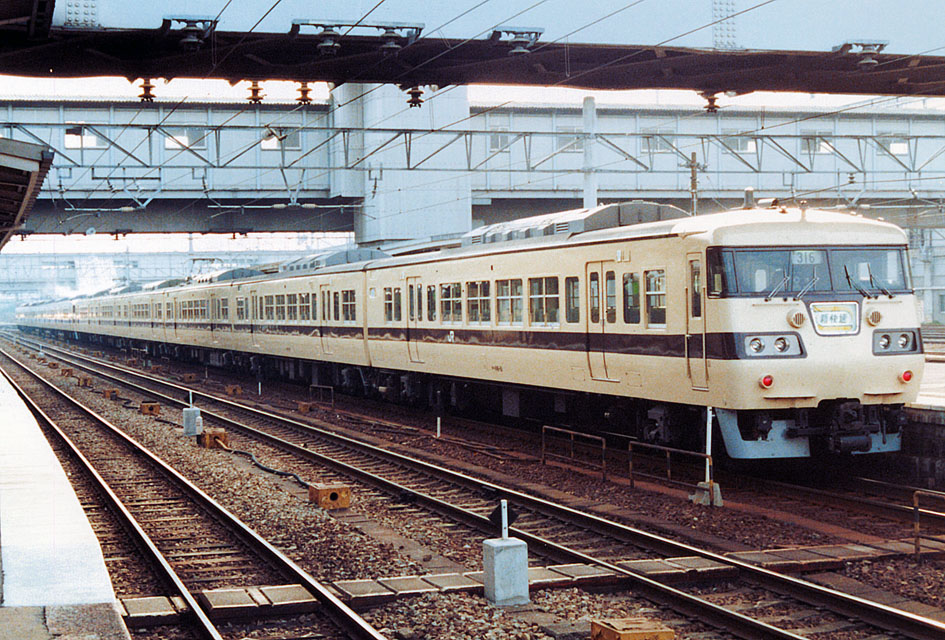
117系12両の新快速 （1991年、姫路駅）
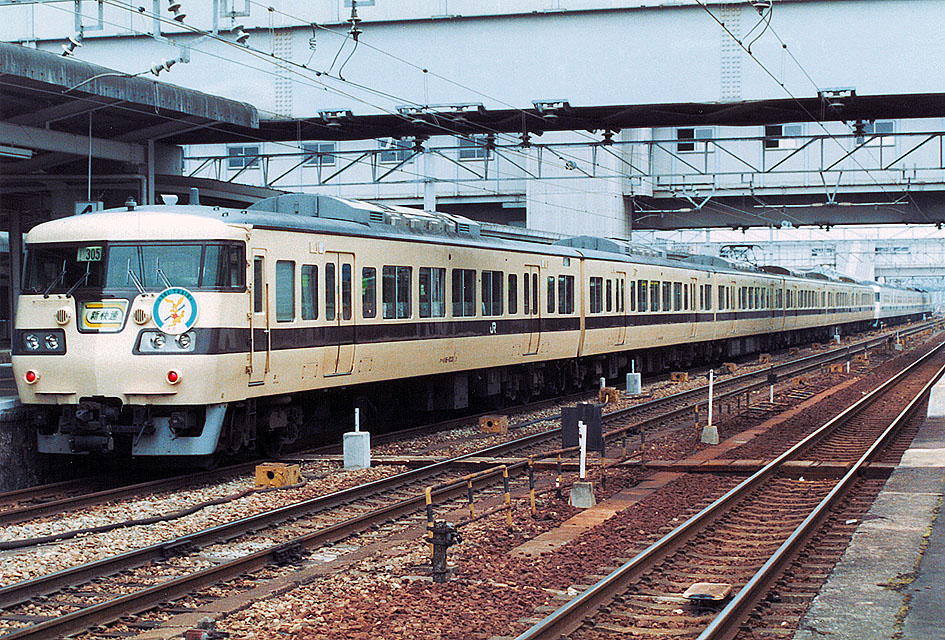
117系100番台+福知山色の新快速 （1991年、姫路駅）

#### 福知山線

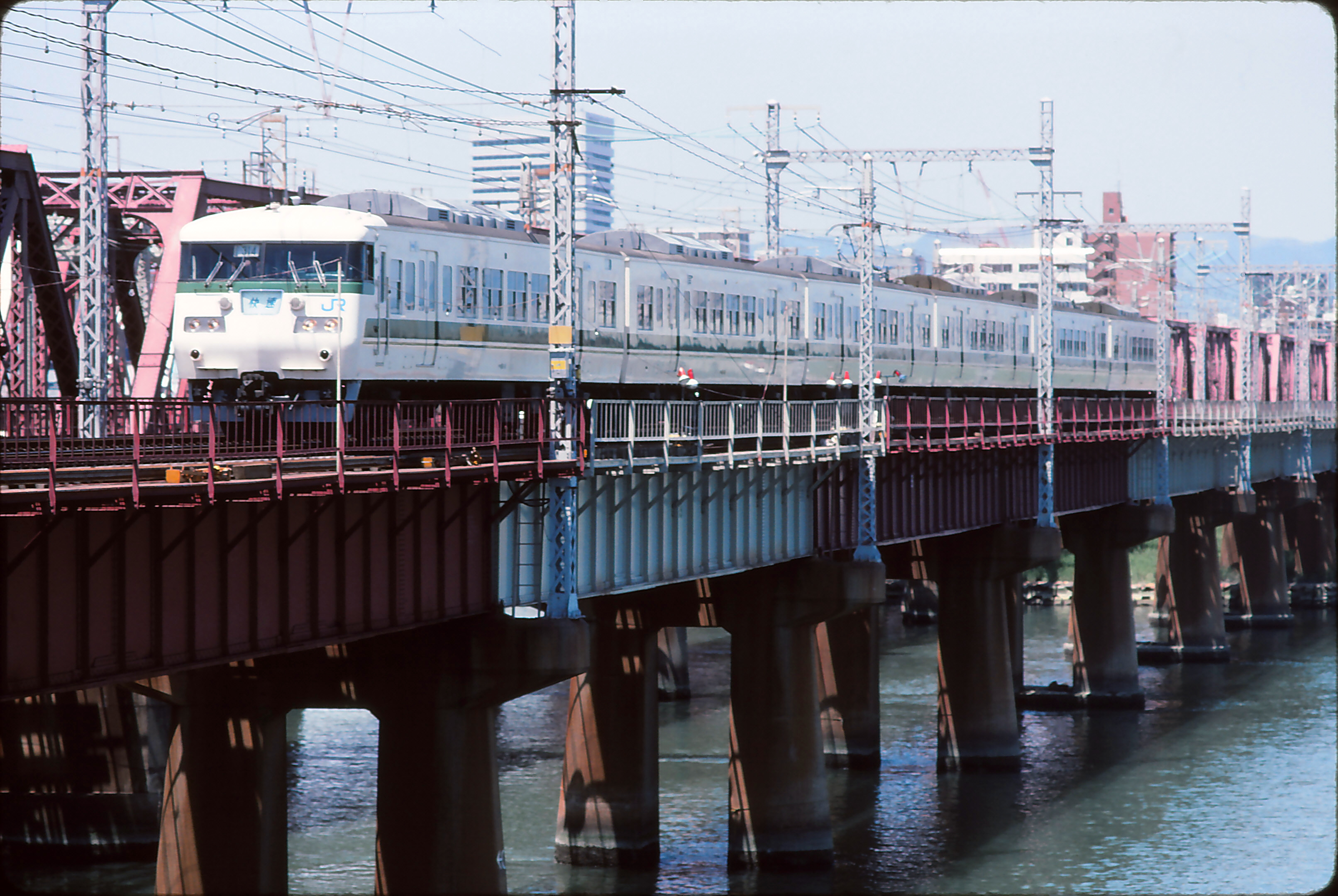
福知山線用の117系（1991年）

福知山線（JR宝塚線）では1990年3月10日のダイヤ改正から117系の運用を開始することになり、宮原電車区所属の6両編成8本が通称「福知山色」（クリーム10号に緑14号の帯）に塗装変更された。1992年には混雑対策として一部座席のロングシート化改造が行われた。
福知山線の117系は207系の増備に伴い早朝夜間の運用が主体となった。2000年3月11日より221系による丹波路快速の運転が開始されることになり、運用の減少した117系は2000年3月に4両編成2本が日根野電車区へ転出した。
2005年4月25日のJR福知山線脱線事故を受けATS-Pの設置をすることに伴い、117系にはATS-Pを搭載せず尼崎 - 宝塚間運転再開（2005年6月19日）を前に同線からの撤退を完了させた。これらの117系は京都地区および下関地区に転用され、一部は転用先でも福知山色のまま運用された。

#### 奈良線
奈良線では1991年3月16日改正より宮原電車区所属の117系が使用され、4両編成7本が快速列車に投入された。2001年3月3日からの221系によるみやこ路快速の運転開始に伴って117系の奈良線での運用を終了した。

#### 和歌山線・紀勢本線

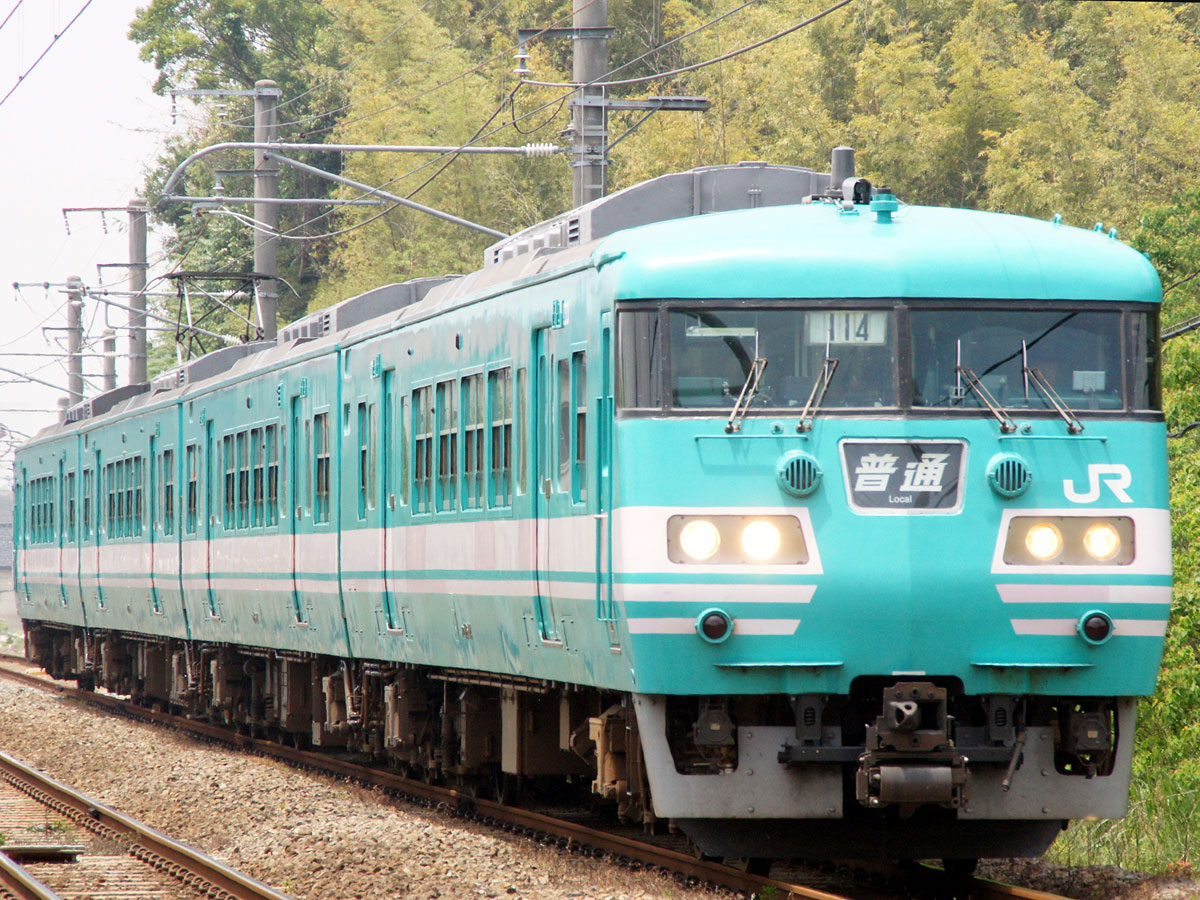
和歌山色

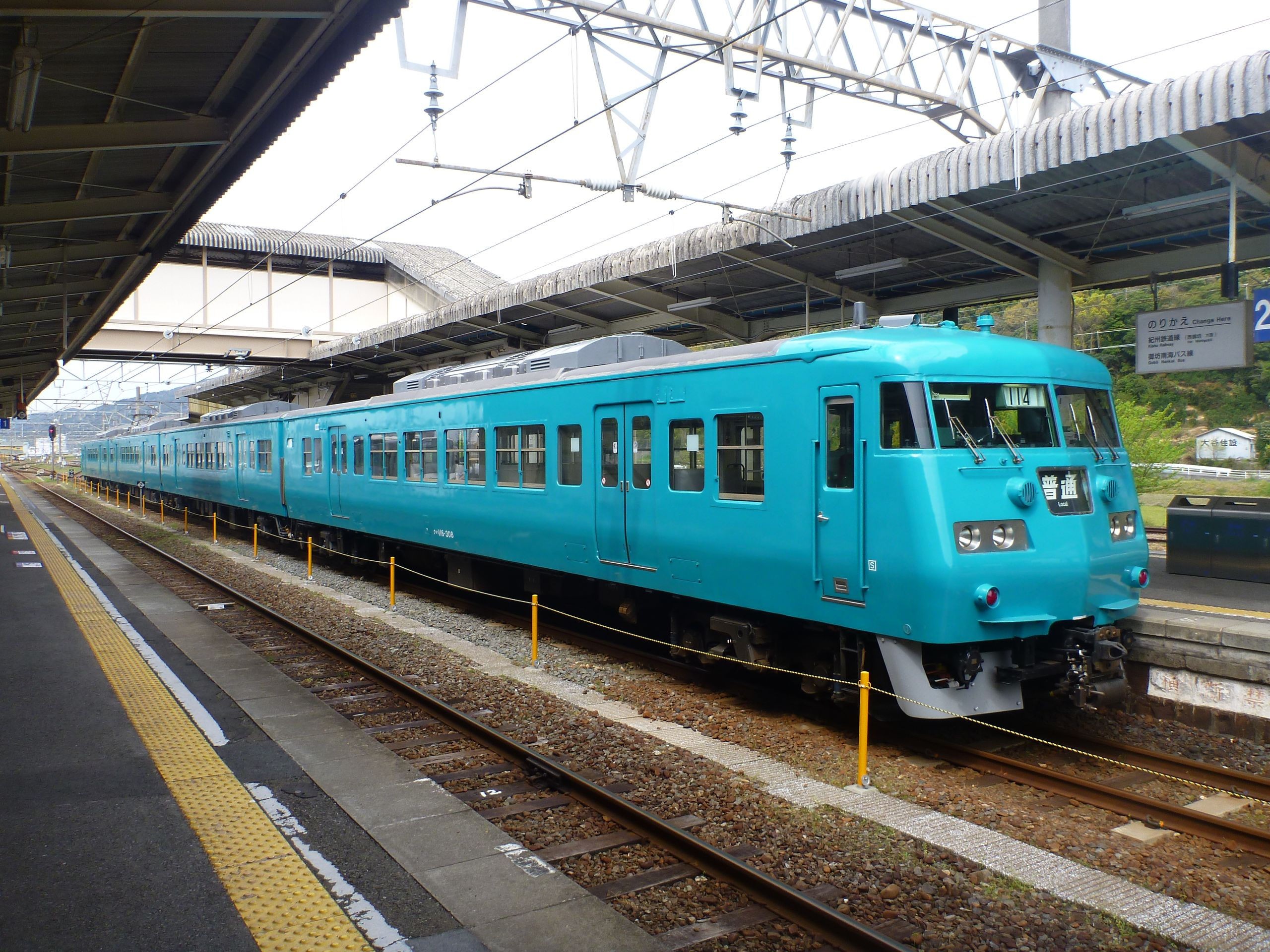
和歌山地区地域統一色

2000年3月に、福知山線（JR宝塚線）用の300番台4両編成2本が福知山色のまま日根野電車区へ転属し、G801編成、G802編成として和歌山線全線で使用されるようになった。それまでの和歌山線専用の同区113系湘南色車（G416編成・G417編成）による朝夕ラッシュ時の運用を移管する形で運用された。なお、運用の間合いで阪和貨物線の路線維持回送列車（錆取り列車）としても使用された。
運用上の常駐先であった新和歌山車両センター（現：吹田総合車両所日根野支所新在家派出所）のトイレ汚物処理設備が同車の循環式に対応しておらず、トイレは使用停止とされていた。2編成配置2運用使用であったため、日根野電車区での検査実施時には同区113系（阪和色車または湘南色車）が代走した。
2001年3月、奈良線でのみやこ路快速の運転開始によって宮原総合運転所所属車による奈良線運用が消滅したため、同所0番台の6両編成1本（C14編成）が原色のまま日根野電車区へ転属前提で貸し出された。このうち4両が予定通りG803編成として就役し、上記113系の検査代走の置き換えに使用された。
同年12月、宮原総合運転所で余剰となった300番台先頭車（ともに308号）の2両と、上記G803編成とならなかった2両（40号電動車ユニット）が接客設備が異なったまま組み合わされ、ワンマン運転対応改造と外部塗装のオーシャングリーン地にラベンダー帯化が施工された上で、「G804編成」として翌年1月から和歌山線で運行を開始した。その後同区配置の残りの編成も順次ワンマン改造・塗装変更が行われた。
2002年3月、宮原総合運転所から下関車両管理室に貸出され、宇部線「きらら博」臨時快速列車として使用されていた4両編成1本（C12編成）が返却時に転入し、4両編成5本の陣容（G801 - G805編成）となった。この時日根野電車区所属車の運用範囲が阪和線日根野 - 和歌山間、紀勢本線（きのくに線）和歌山 - 紀伊田辺間にも拡大。同時に全編成がワンマン対応、塗装変更され、和歌山線でワンマン運転を開始した。
この際、運用上の拠点も循環式汚物処理装置の抜き取り設備が設置されている日根野電車区になったことから、トイレも使用可能となった。同年11月、所属が新和歌山車両センターに変更され、阪和線と紀勢本線御坊 - 紀伊田辺間での定期運用が消滅した。この際に各編成のトイレの汚物処理装置を循環式から使い捨てのカセット式へ交換し、トイレの使用可能状態を維持している。2008年8月、所属が日根野電車区に戻された。主に和歌山線で運用されていたが、日根野電車区の113系の臨時検査入場などで編成不足が起きた場合、代走として紀勢本線を走行することもある。ただし、不足が2本以上の場合は奈良電車区の221系を使用する。しかし日根野区所属の117系は2014年春のダイヤ改正できのくに線（和歌山 - 御坊）での運用が減少した。
吹田工場に検査入場していたG3編成（現：SG3編成）が和歌山地区地域統一色（青緑色）に塗り替えられ、2012年4月2日に出場した。
2015年11月と2016年1月に300番台4両編成2本（8両）が下関総合車両所運用検修センターから転属。転属車のうち先頭車4両を廃車した上で、中間車4両をSG1・SG2編成に組み込み、代わりに0番台4両を廃車した。
2018年3月7日のJR西日本のプレスリリースにて、2019年から2020年にかけて227系電車に置き換えることが発表され、2019年3月16日のダイヤ改正で定期運用から離脱した。2019年6月と7月に4両編成3本（12両）が廃車された。2020年3月11日付で0番台4両が京都支所に転出し、同年2月18日付と同年4月14日付で300番台各2両計4両が廃車され、配置がなくなった。
転用車は下記のとおり。括弧内は日根野電車区所属の2002年3月までの編成番号である。
| 編成番号   | クハ117 | モハ117 | モハ116 | クハ116 | 廃車                  | 備考                                                                 |
| ---------- | ------- | ------- | ------- | ------- | --------------------- | -------------------------------------------------------------------- |
| SG1 (G805) | 12      | 312     | 312     | 12      | 2019年6月3日          | 2016年2月にモハ116・117 - 24を廃車し組替                             |
| SG2 (G803) | 14      | 311     | 311     | 14      | 2020年4月14日（モハ） | 2016年1月にモハ116・117 - 28を廃車し組替 2020年3月11日付でクハは転出 |
| SG3 (G804) | 308     | 40      | 40      | 308     | 2020年2月18日（クハ） | 2020年3月11日付でモハは転出                                          |
| SG4 (G801) | 318     | 305     | 305     | 318     | 2019年6月3日          |                                                                      |
| SG5 (G802) | 320     | 341     | 341     | 320     | 2019年7月1日          |                                                                      |

#### 湖西線・草津線

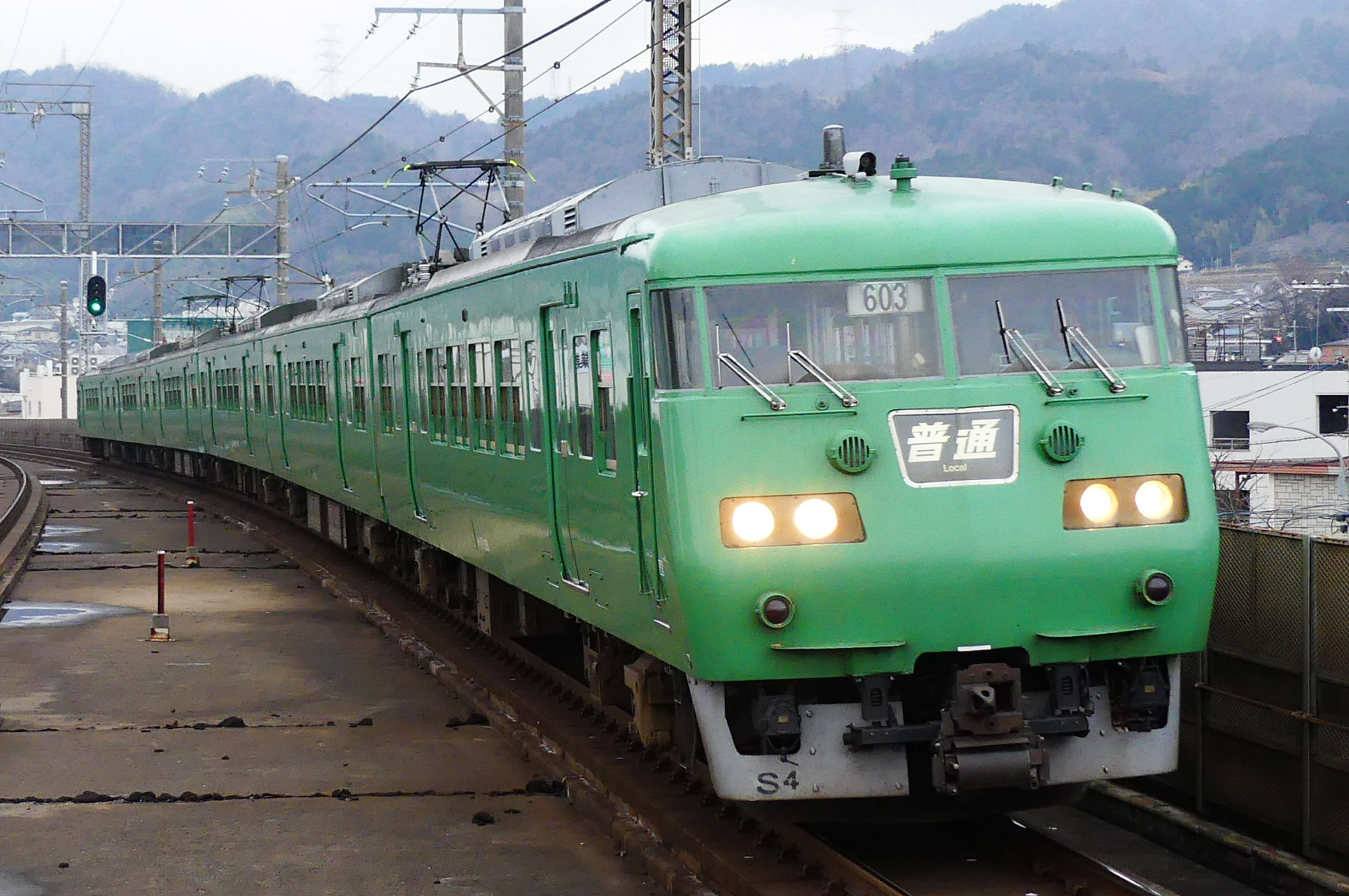
京都・北近畿地区地域色のS4編成

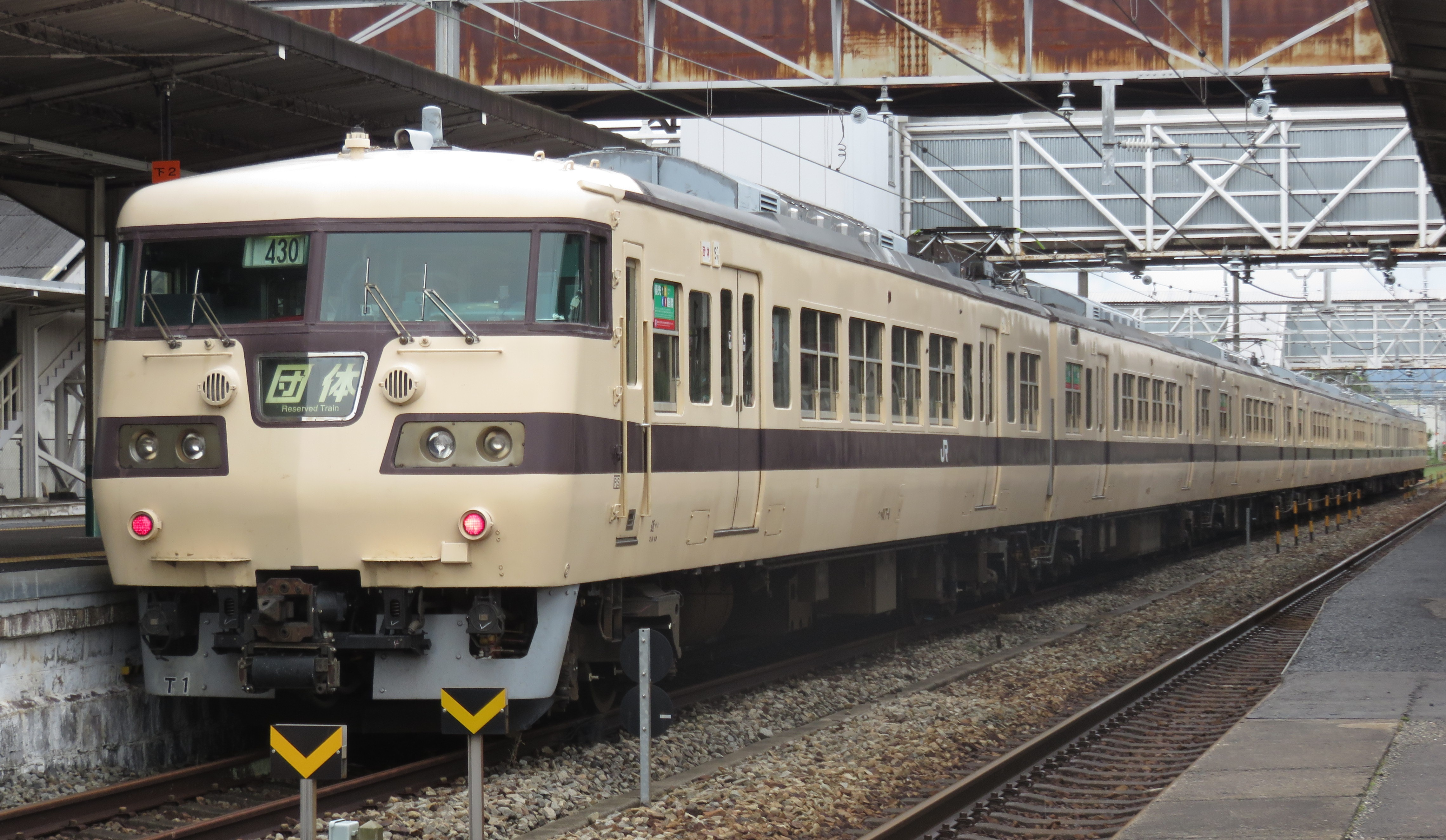
団体列車に使用される8両の117系
（2016年、金光駅）

京都地区では福知山線（JR宝塚線）からの転用車が2005年より投入された。当初は宮原運転所所属のままだったが、2006年5月から6月にかけて京都総合運転所に転属し、湖西線・琵琶湖線・草津線での運用に投入された（当初は嵯峨野線でも運用されたが撤退）。2002年から2009年にかけて福知山色の車両はオリジナル塗装に戻されたが、その後京都・北近畿地区地域統一色への変更が進められた。なお、2007年から2009年にかけてATS-Pの取り付けが行われた。
2009年4月には湖西線の臨時列車で再び新快速運用に充当された。
T02編成のうち0番台6両は、2020年1月31日付で「WEST EXPRESS 銀河」へ改造。100番台2両は2020年3月11日付で、同日に日根野支所新在家派出所から転属した4両とともに、S99編成を組成した。
S99編成は100番台をS01編成に差替えたうえで、2021年9月22日付で廃車された。S03編成も2022年3月3日付で廃車されている。
T01編成は2022年5月12日から17日まで京都鉄道博物館にて特別展示されたのち、同月31日付でクハ117-1を除く7両が廃車された。
T01編成の残されたクハ117-1は2022年10月に旧塗装である関西急電色に塗り替えられ、吹田総合車両所本所内にてイベントの際に同色のモハ52型と共に展示されていた。2023年7月28日付で廃車され、京都鉄道博物館に収蔵された。
2022年11月8日付でS06編成が廃車された。
網干総合車両所や吹田総合車両所日根野支所から転属してきた221系・223系に置き換えられ、2023年4月1日で京都地区での運用を終了した。
草津線の最終運用は柘植7:41発→京都9:00着の5335M
湖西線の最終運用は近江舞子12:52発→京都13:34着の2837Mで共にS04編成が充当された。
2023年4月3日付でS01編成が廃車された。S01編成は廃車を前に、下関総合車両所の一般公開で展示された。
2023年9月7日付でS04編成が廃車された。
2023年10月21日付でS05編成が廃車された。
転用車は次のとおり。
・8両編成
| 編成番号 | クハ117 | モハ117 | モハ116 | モハ117 | モハ116 | モハ117 | モハ116 | クハ116 | 廃車                                                  | 備考                                                                                         |
| -------- | ------- | ------- | ------- | ------- | ------- | ------- | ------- | ------- | ----------------------------------------------------- | -------------------------------------------------------------------------------------------- |
| T01      | 1       | 1       | 1       | 2       | 2       | 104     | 104     | 1       | 2022年5月31日（クハ117以外） 2023年7月28日（クハ117） |                                                                                              |
| T02      | 16      | 32      | 32      | 36      | 36      | 106     | 106     | 16      |                                                       | 2019年3月31日付で0番台6両をM117編成へ組成変更 2020年3月11日付で100番台2両はS99編成へ組成変更 |

・6両編成
| 編成番号 | クハ117 | モハ117 | モハ116 | モハ117 | モハ116 | クハ116 | 廃車           | 備考 |
| -------- | ------- | ------- | ------- | ------- | ------- | ------- | -------------- | --- |
| S01      | 304     | 307     | 307     | 106     | 106     | 304     | 2023年4月3日   | 308ユニットを旧T2→S99の106ユニットと交換 また、下関総合車両所本所で展示後、解体                                                                       |
| S02      | 307     | 313     | 313     | 304     | 304     | 307     | 2023年12月4日  | 後藤総合車両所本所まで回送の上、業者への搬出による解体                                                                                                |
| S03      | 305     | 309     | 309     | 102     | 102     | 305     | 2022年3月3日   | |
| S04      | 306     | 314     | 314     | 306     | 306     | 306     | 2023年9月7日   | |
| S05      | 310     | 319     | 319     | 320     | 320     | 310     | 2023年10月21日 | 京都支所唯一のWP非搭載 吹田総合車両所本所まで回送の上、業者による搬出により解体                                                                       |
| S06      | 321     | 310     | 310     | 342     | 342     | 321     | 2022年11月8日  | |
| S99      | 14      | 40      | 40      | 308     | 308     | 14      | 2021年9月22日  | T2編成100番代の2両と日根野支所新在家派出所からの転属車4両で組成。 その後S01の300番代2両とS99編成の100番代2両を交換し、100番代2両をS01編成に組み込み。 |

- 車番太字:霜取りパンタグラフ装備車

#### 岡山地区

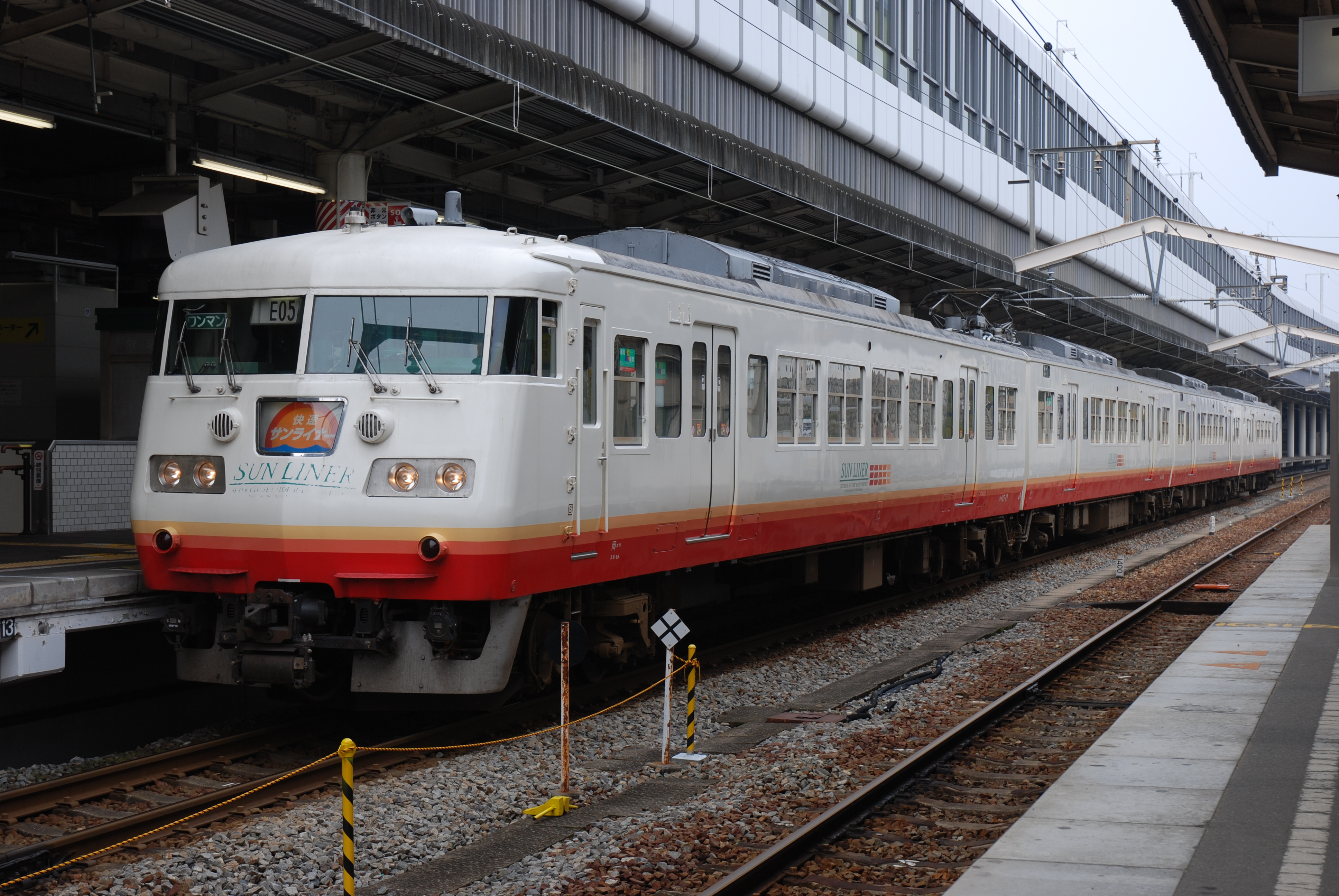
快速「サンライナー」色

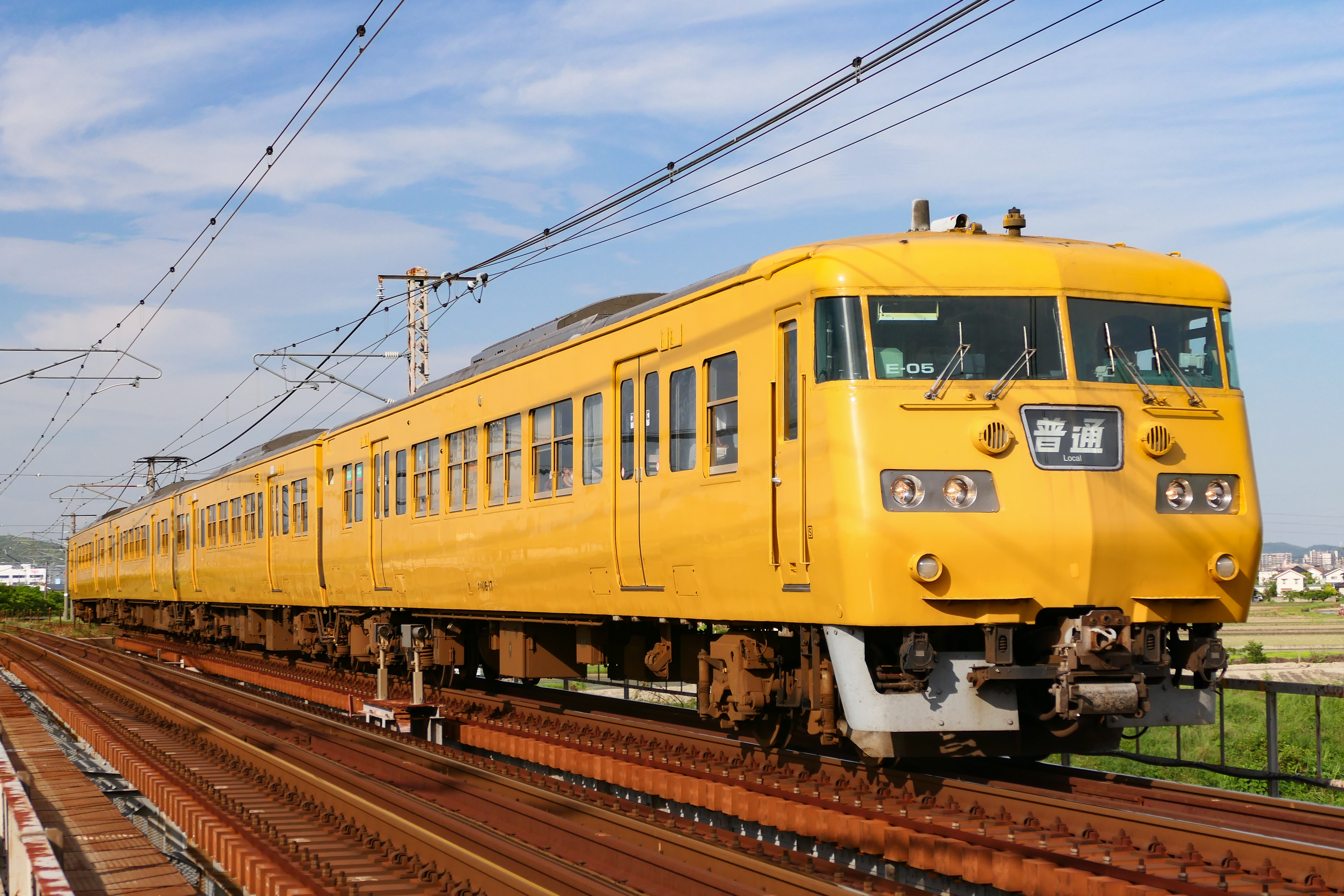
濃黄色一色に塗り替えられたE5編成

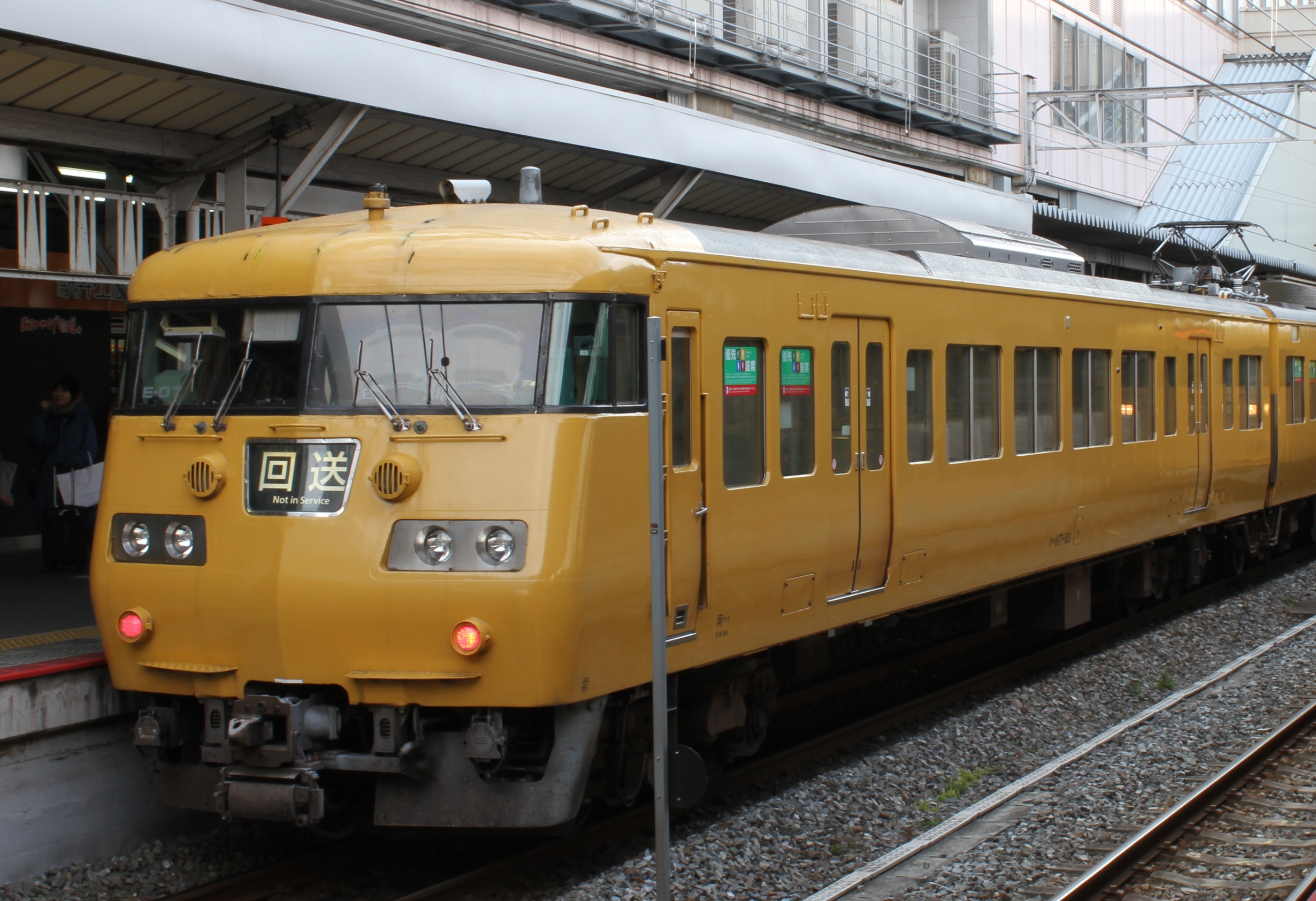
下関から転入した100番台（写真は前面窓に黒塗装が残存していたE-07編成）

1992年に0番台4両編成6本（24両）が岡山電車区に転用され、快速「サンライナー」などで使用開始した。転用に際して、吹田工場で外部塗色を白に赤のグラデーションに塗り替えたほか、トイレ（1号車）の汚物処理装置を循環式からカセット式に交換している。これらは1999年に後藤総合車両所でワンマン運転対応改造を施工されたが、車内で運賃を収受しないことから運賃箱などは設置されていない。

またこの他に100番台4両編成3本（12両）を宮原総合運転所から借入し、E11 - E13編成として岡山地区でのローカル運用を中心に米子地区での多客輸送臨時列車として運用していた。しかし100番台に装備されていたトイレの循環式汚物処理装置の抜き取り設備が岡山電車区にはなかったため、抜き取り設備のある後藤総合車両所を拠点とする米子地区での運用時以外はトイレを使用停止の状態にして運用していた。そのため運用上の制約を生み、2005年10月までに下関車両管理室（現・下関総合車両所）へ転用した。借入期間中は、種別幕は前面のみ使用し、側面は行先幕のみを使用していた（快速については行先幕に種別を併記）。
2010年2月8日に網干総合車両所に検査入場していたE05編成が、瀬戸内地区の地域統一色である濃黄色に塗り替えられて以降、順次塗装変更が実施された。2016年7月のE04編成への施工をもってサンライナー色は消滅となった。
2015年に下関総合車両所運用検修センターから100番台4両編成3本（12両）が転入し、0番台4両編成3本（12両）を廃車とした。転入に際しては、汚物処理装置のカセット式への換装とE08・E09編成の濃黄色への塗り替えが行われた。
2016年2月21日から6月30日まで、同年4月から6月にかけて開催された「晴れの国おかやまデスティネーションキャンペーン」にあわせ、女性を中心に国内外で人気のマスキングテープ「mt」のデザインを施したラッピングトレイン「mt×SUN LINER」がE04編成に施され運行された。
訪日観光客の増加に伴い、2016年7月から前面のサンライナー幕の使用を取り止め、英語が併記されている種別のみの幕へと変更された。
同年10月19日から2017年9月まで、E05編成が地元のサッカークラブ・ファジアーノ岡山FCのラッピングを施した「ファジアーノ岡山ラッピングトレイン」として運行された。
2022年3月12日のダイヤ改正をもって快速サンライナーが廃止となったため、同種別としての運用を終了した 。同年6月6日付でE07編成、同年8月8日付でE04編成、同年10月24日付でE06編成がそれぞれ廃車された。
227系500番台（Urara）の運行開始により、2023年7月21日をもって当地区での定期運行を終了した。同年8月7日付でE08・E09編成、同年9月25日付でE05編成が廃車され、配置がなくなった。
転用車は次のとおり。
| 編成番号 | クハ117 | モハ117 | モハ116 | クハ116 | 廃車           | 備考              |
| -------- | ------- | ------- | ------- | ------- | -------------- | ----------------- |
| E01      | 9       | 18      | 18      | 9       | 2015年9月14日  |                   |
| E02      | 11      | 22      | 22      | 11      | 2015年9月9日   |                   |
| E03      | 13      | 26      | 26      | 13      | 2015年10月13日 |                   |
| E04      | 15      | 30      | 30      | 15      | 2022年8月8日   |                   |
| E05      | 17      | 34      | 34      | 17      | 2023年9月25日  |                   |
| E06      | 19      | 38      | 38      | 19      | 2022年10月24日 |                   |
| E07      | 101     | 101     | 101     | 101     | 2022年6月6日   | 2015年8月12日転入 |
| E08      | 102     | 103     | 103     | 102     | 2023年8月7日   | 2015年8月30日転入 |
| E09      | 103     | 105     | 105     | 103     | 2023年8月7日   | 2015年10月2日転入 |

#### 下関地区

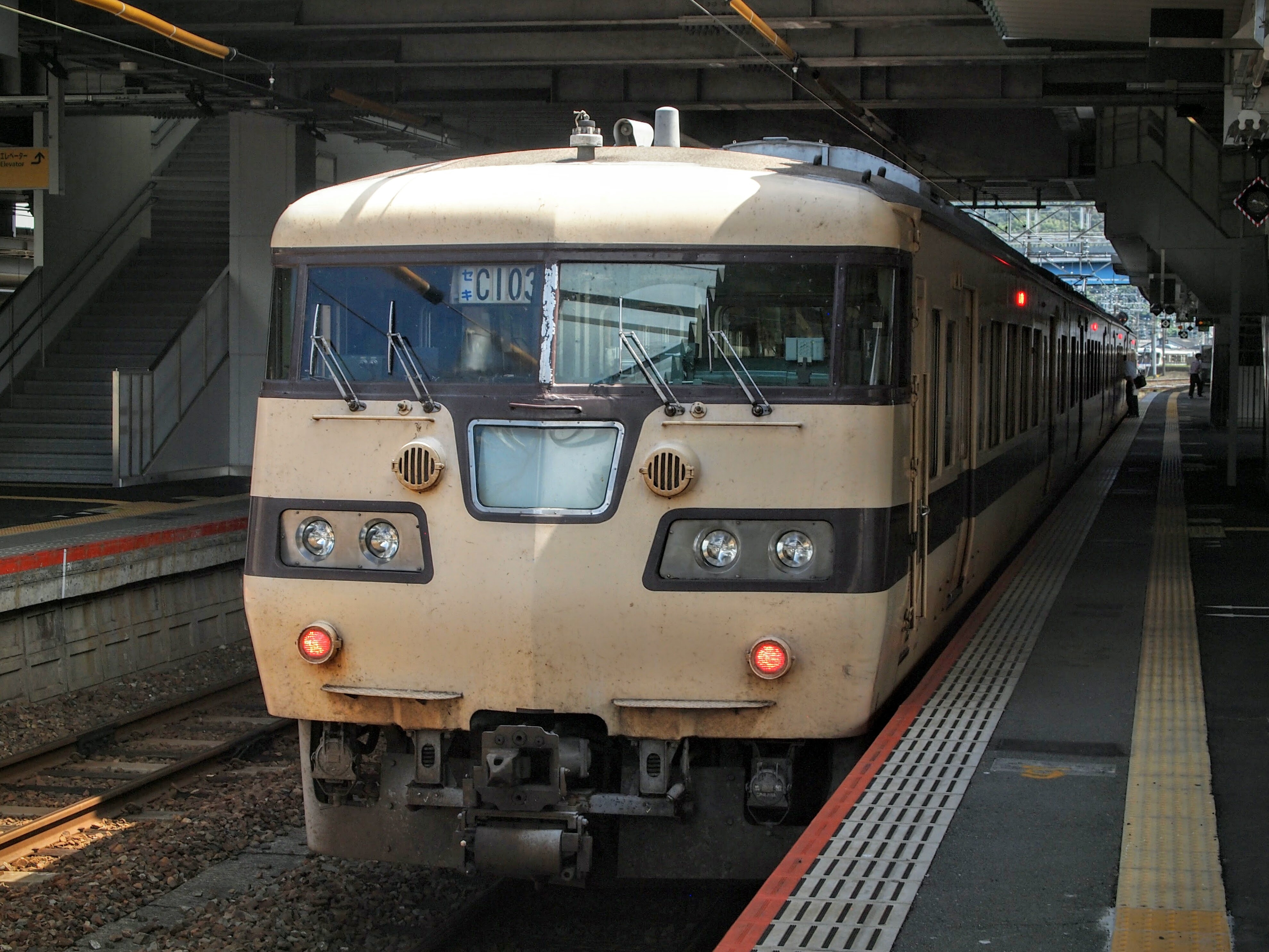
下関地区の117系（2015年）

2005年3月ダイヤ改正より、宮原総合運転所所属車を転用して運用を開始した。同改正以前は新山口 - 下関間でJR九州が所有する415系電車が乗り入れていたが、同ダイヤ改正にて415系の下関以東への乗り入れは中止となり、新山口 - 下関間で車両が不足した。これに伴い宮原総合運転所所属の100番台2編成を岡山電車区に転属、岡山電車区から下関総合車両所への貸出という形で下関地区での運用を開始した。その後、100番台1編成と300番台2編成が下関での運用に追加される。2007年11月より正式に下関総合車両所の所属となった。
転用に際して塗装変更は行われず、100番台はクリーム地にブラウン帯のオリジナル塗装、300番台は白地に緑色の2本帯を巻いた福知山線塗装のまま転用された。ただし前面の表示幕は使用されなかった。
2015年に、岡山電車区へ100番台4両編成3本（12両）が、吹田総合車両所日根野支所新在家派出所へ300番台4両編成1本が、それぞれ転出した。2016年1月に最後まで残った300番台4両編成1本が吹田総合車両所日根野支所新在家派出所に転出し、2016年4月時点では下関地区への配置はなくなった。
転用車は下記のとおり。
| 編成番号 | クハ117 | モハ117 | モハ116 | クハ116 | 備考               |
| -------- | ------- | ------- | ------- | ------- | ------------------ |
| C101     | 101     | 101     | 101     | 101     | 2015年8月12日転出  |
| C102     | 102     | 103     | 103     | 102     | 2015年8月30日転出  |
| C103     | 103     | 105     | 105     | 103     | 2015年10月2日転出  |
| C104     | 302     | 311     | 311     | 302     | 2015年11月27日転出 |
| C105     | 303     | 312     | 312     | 303     | 2016年1月25日転出  |

### JR東海

#### 名古屋地区

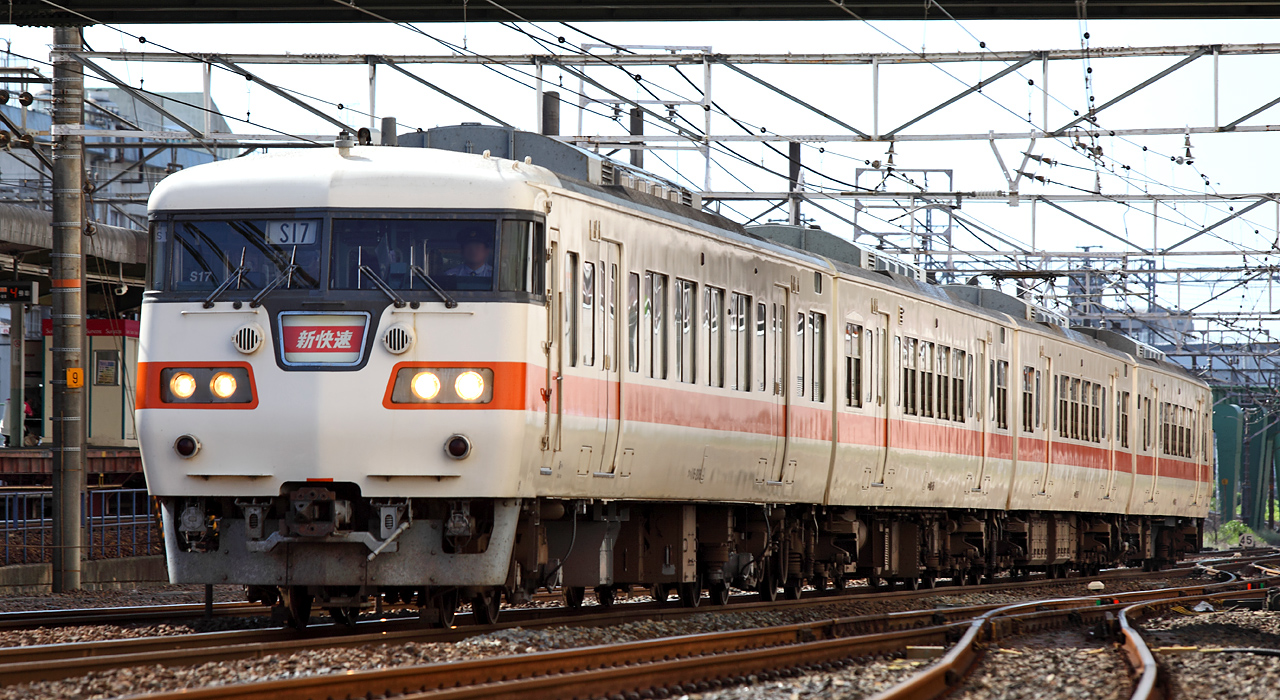
JR東海色
手前1両だけ窓形状が異なる

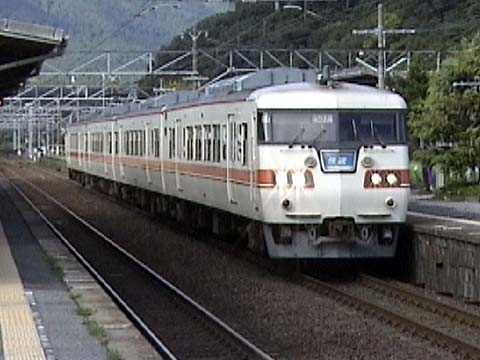
旧塗色の頃
（1999年7月30日 近江長岡駅）

東海道本線名古屋地区に投入された117系の営業運転開始は1982年（昭和57年）3月10日からである。1986年11月改正では6両編成を4両編成に短縮するため100番台・200番台の先頭車18両が増備された。名古屋地区向けは編成短縮と同時に大垣電車区から神領電車区に転属し、中央西線快速の増発にも充てられた。
民営化直後は、JR東海名古屋地区都市圏輸送（東海道本線、中央西線）の主力車として重用された。しかし、通勤需要の増大に伴い、1988年には3扉ロングシートの新製車211系5000番台に置き換えられ、全車が大垣電車区に転属した。東海道本線においては、後継の311系の登場によりメインの新快速を同系に譲ったものの快速用の主力として使用された。
311系登場の1989年、JR東海のコーポレートカラーであるアイボリーにオレンジ帯の試験塗装編成が登場し、その後全車が塗り替えられた。当時は雨樋に1本、窓下に太帯と細帯各1本の計3本の帯が入っていたが、1999年頃より試験塗装と同じ塗り分けに変更され、側面帯が窓下1本に簡略化された。
1999年の313系投入に伴う運転速度引き上げが行われると、東海道本線の日中のダイヤは快速が最高速度120 km/hとなり、普通列車も211系3両編成 (2M1T) の走行性能を基準とするダイヤ編成となったため、最高速度、起動加速度ともに対応できない117系は日中時間帯の運用が皆無となり、朝晩のラッシュ時における金山駅 - 米原駅間の快速が中心となり、主に4両編成を2本連結した8両編成で運転された他、平日あるいは土休日に1本程度の新快速運用が復活した。日中には浜松駅 - 豊橋駅間や大垣駅 - 米原駅間の運用が見られたが、ほとんどの編成は大垣車両区や留置線を多数備えた熱田駅、大府駅、豊橋駅構内などに留置された。
2006年10月改正以降は大垣駅 - 米原駅間の日中の普通運用の大半を占めるなど、多少運用が増加した他、2008年3月改正以降は平日朝に増発された岡崎駅発着の新快速列車にも使用されるようになった。2011年3月改正では一部の快速、新快速運用は残存したが、岡崎駅以東の運用は消滅した。
前面の快速幕は、当時は白地に黄色で「快速」と表記され、文字の周りが黒く縁取りされており、視認性に問題があったため塗装簡略化とほぼ同時に交換された。列車番号表示器はJR東海では本来の目的では使用されないため、当系列の場合には大垣車両区における編成番号を表示していた (S1 - S18) 。
S11編成は2009年8月に落成当時の車体塗装に変更された。これは同年10月に佐久間レールパークで開催される見学ツアーでの運行に合わせたものであった。
2010年に313系4次車が投入されると、捻出された311系や313系0番台によって一部の運用が置き換えられ、2010年度中にATS-PT未設置の5編成20両が廃車された。
2013年（平成25年）3月16日のダイヤ改正をもって全車両が定期運用から離脱し、同年12月27日と12月30日に残存していた車両のほとんどが廃車された。最後まで残ったS9・S11・S18編成も2014年1月27日付で廃車され、JR東海が所有する117系は全廃となった。

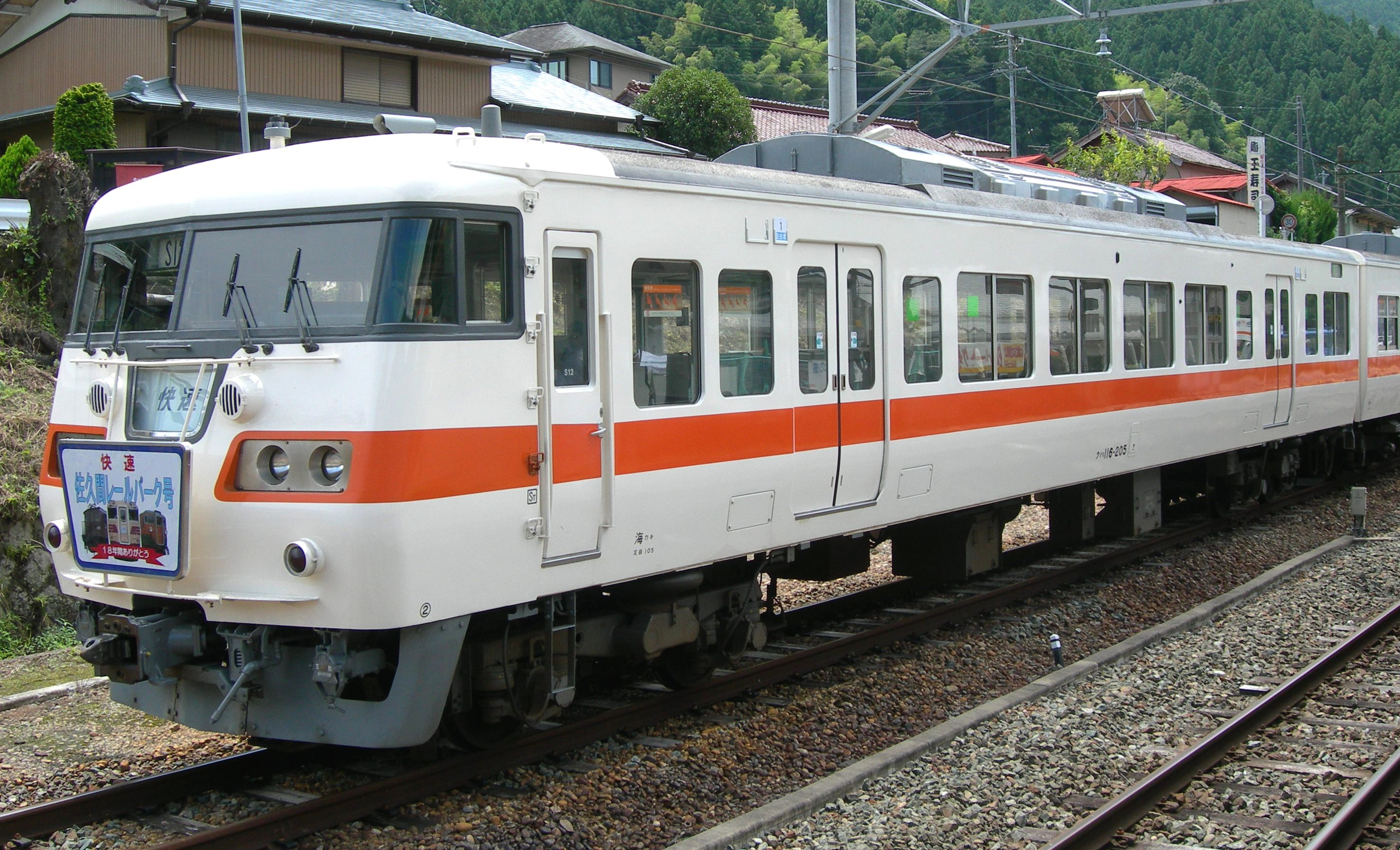
クハ116形200番台
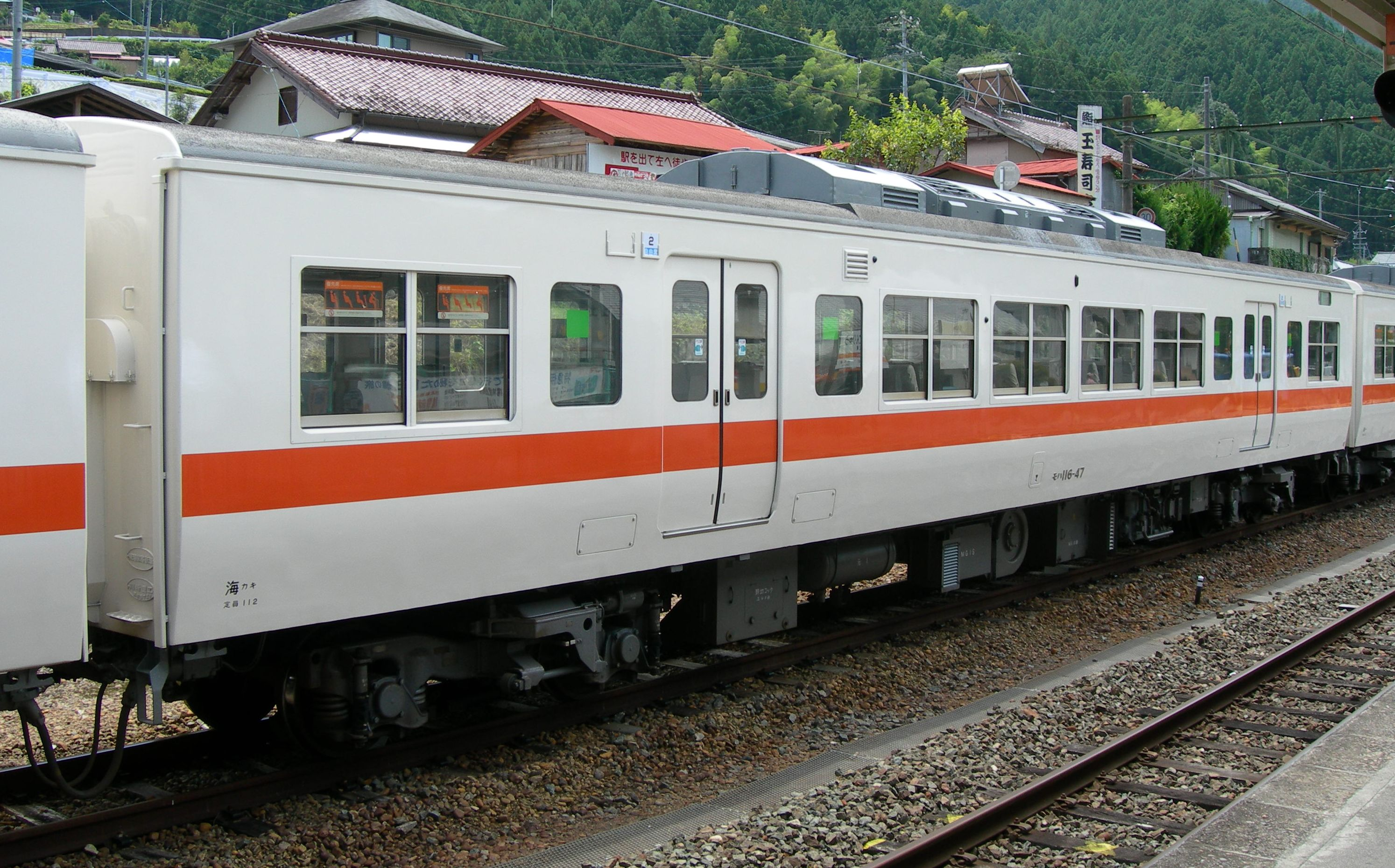
モハ116形
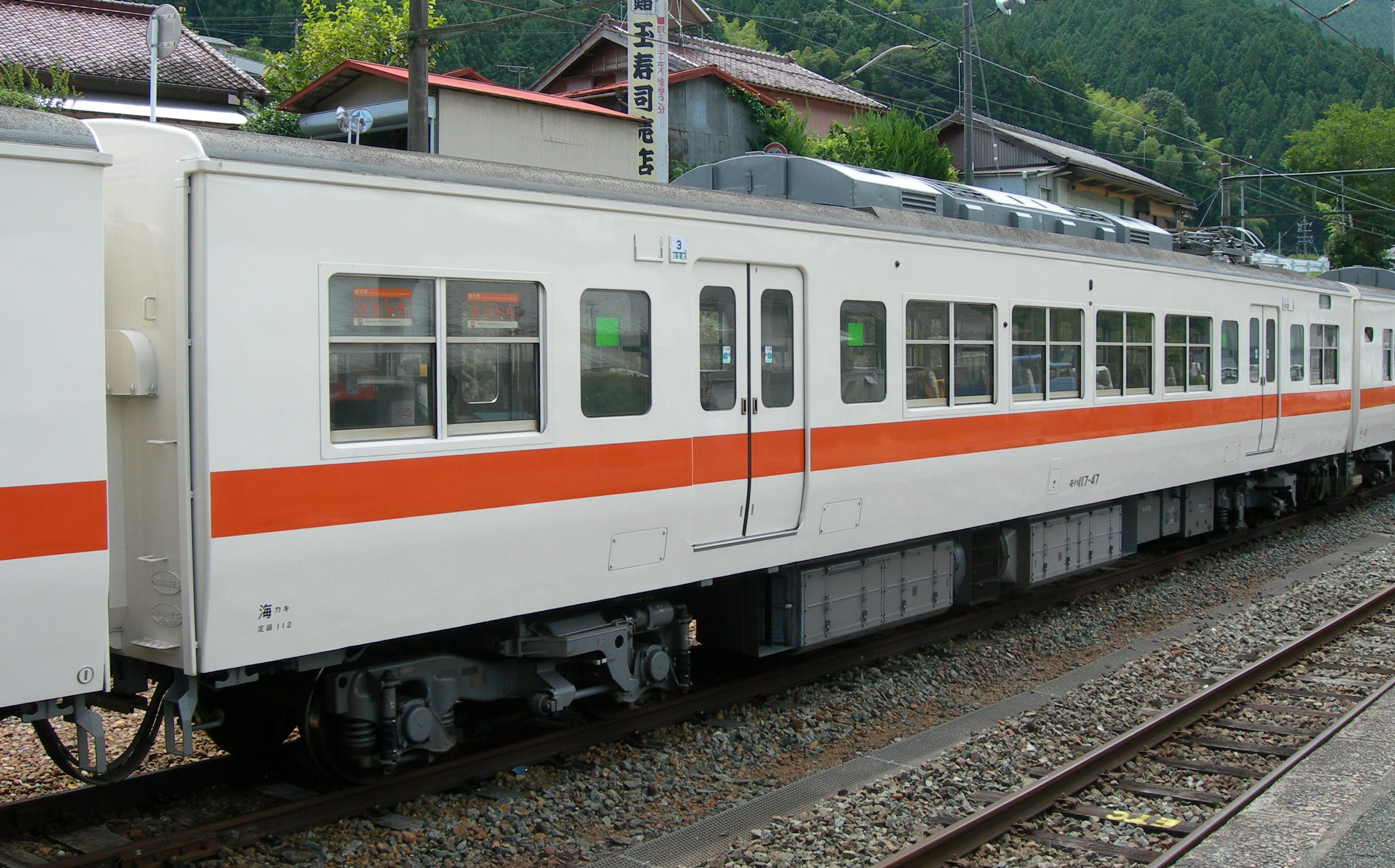
モハ117形
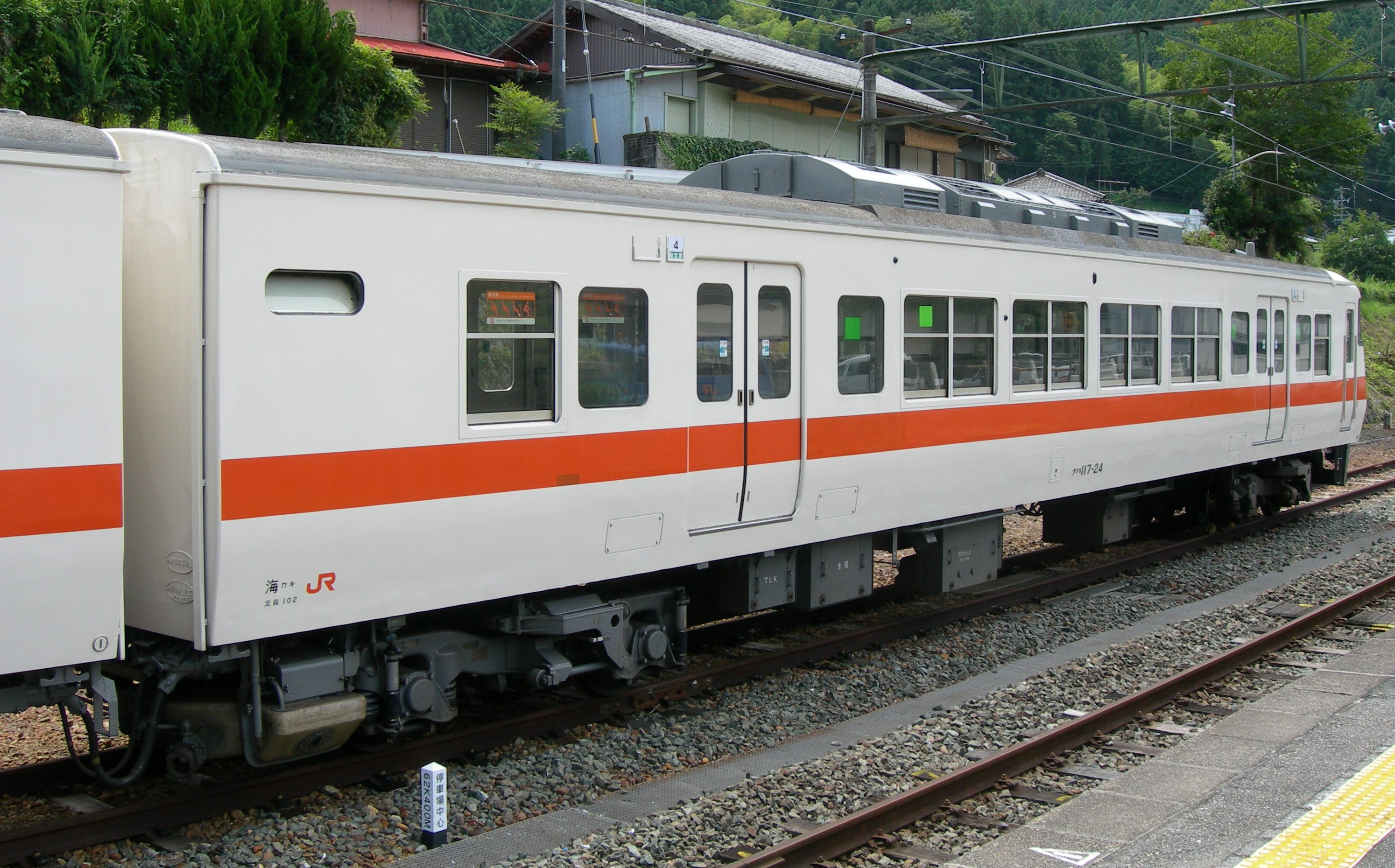
クハ117形

編成
| 編成記号 | クハ117 | モハ117 | モハ116 | クハ116 | 廃車       | 備考                   |
| -------- | ------- | ------- | ------- | ------- | ---------- | ---------------------- |
| S1       | 30      | 59      | 59      | 209     | 2010.12.17 | リニア・鉄道館にて保存 |
| S2       | 108     | 48      | 48      | 24      | 2013.12.30 |                        |
| S3       | 112     | 60      | 60      | 30      | 2013.12.27 |                        |
| S4       | 105     | 44      | 44      | 22      | 2010.11.26 |                        |
| S5       | 107     | 52      | 52      | 26      | 2013.1.2   |                        |
| S6       | 106     | 46      | 46      | 23      | 2010.12.1  |                        |
| S7       | 111     | 56      | 56      | 28      | 2013.12.30 |                        |
| S8       | 109     | 50      | 50      | 25      | 2013.12.27 |                        |
| S9       | 23      | 45      | 45      | 203     | 2014.1.27  | そよ風トレイン117      |
| S10      | 29      | 57      | 57      | 201     | 2011.1.13  |                        |
| S11      | 25      | 49      | 49      | 206     | 2014.1.27  | 新快速色               |
| S12      | 24      | 47      | 47      | 205     | 2013.12.30 |                        |
| S13      | 26      | 51      | 51      | 204     | 2013.12.30 |                        |
| S14      | 110     | 58      | 58      | 29      | 2011.1.18  |                        |
| S15      | 22      | 43      | 43      | 202     | 2013.1.2   |                        |
| S16      | 27      | 53      | 53      | 207     | 2013.12.27 |                        |
| S17      | 28      | 55      | 55      | 208     | 2013.12.27 |                        |
| S18      | 104     | 54      | 54      | 27      | 2014.1.27  |                        |

- クハ116形200番台
- モハ116形
- モハ117形
- クハ117形

## 編成表
国鉄→JR東海
昭和57年5月17日
大垣電車区
| 編成番号 | ← 浜松大垣 → | ← 浜松大垣 → | ← 浜松大垣 → | ← 浜松大垣 → | ← 浜松大垣 → | ← 浜松大垣 → |
| 編成番号 | クハ117      | モハ117      | モハ116      | モハ117      | モハ116      | クハ116      |
| S1       | 22           | 43           | 43           | 44           | 44           | 22           |
| S2       | 23           | 45           | 45           | 46           | 46           | 23           |
| S3       | 24           | 47           | 47           | 48           | 48           | 24           |
| S4       | 25           | 49           | 49           | 50           | 50           | 25           |
| S5       | 26           | 51           | 51           | 52           | 52           | 26           |
| S6       | 27           | 53           | 53           | 54           | 54           | 27           |
| S7       | 28           | 55           | 55           | 56           | 56           | 28           |
| S8       | 29           | 57           | 57           | 58           | 58           | 29           |
| S9       | 30           | 59           | 59           | 60           | 60           | 30           |

昭和61年11月11日
神領電車区
| 編成番号 | ← 中津川・浜松大垣 → | ← 中津川・浜松大垣 → | ← 中津川・浜松大垣 → | ← 中津川・浜松大垣 → |
| 編成番号 | クハ117              | モハ117              | モハ116              | クハ116              |
| S1       | 25                   | 49                   | 49                   | 206                  |
| S2       | 26                   | 51                   | 51                   | 204                  |
| S3       | 27                   | 53                   | 53                   | 207                  |
| S4       | 30                   | 59                   | 59                   | 209                  |
| S5       | 106                  | 46                   | 46                   | 23                   |
| S6       | 108                  | 48                   | 48                   | 24                   |
| S7       | 24                   | 47                   | 47                   | 205                  |
| S8       | 29                   | 57                   | 57                   | 201                  |
| S9       | 23                   | 45                   | 45                   | 203                  |
| S10      | 28                   | 55                   | 55                   | 208                  |
| S11      | 107                  | 52                   | 52                   | 26                   |
| S12      | 105                  | 44                   | 44                   | 22                   |
| S13      | 111                  | 56                   | 56                   | 28                   |
| S14      | 22                   | 43                   | 43                   | 202                  |
| S15      | 104                  | 58                   | 58                   | 29                   |
| S16      | 112                  | 60                   | 60                   | 30                   |
| S17      | 110                  | 54                   | 54                   | 27                   |
| S18      | 109                  | 50                   | 50                   | 25                   |

平成22年10月
大垣車両区
| 編成番号 | ← 浜松大垣 → | ← 浜松大垣 → | ← 浜松大垣 → | ← 浜松大垣 → |
| 編成番号 | クハ117      | モハ117      | モハ116      | クハ116      |
| S1       | 30           | 59           | 59           | 209          |
| S2       | 108          | 48           | 48           | 24           |
| S3       | 112          | 60           | 60           | 30           |
| S4       | 105          | 44           | 44           | 22           |
| S5       | 107          | 52           | 52           | 26           |
| S6       | 106          | 46           | 46           | 23           |
| S7       | 111          | 56           | 56           | 28           |
| S8       | 109          | 50           | 50           | 25           |
| S9       | 23           | 45           | 45           | 203          |
| S10      | 29           | 57           | 57           | 201          |
| S11      | 25           | 49           | 49           | 206          |
| S12      | 24           | 47           | 47           | 205          |
| S13      | 26           | 51           | 51           | 204          |
| S14      | 110          | 58           | 58           | 29           |
| S15      | 22           | 43           | 43           | 202          |
| S16      | 27           | 53           | 53           | 207          |
| S17      | 28           | 55           | 55           | 208          |
| S18      | 104          | 54           | 54           | 27           |

平成23年4月
大垣車両区
| 編成番号 | ← 浜松大垣 → | ← 浜松大垣 → | ← 浜松大垣 → | ← 浜松大垣 → |
| 編成番号 | クハ117      | モハ117      | モハ116      | クハ116      |
| S2       | 108          | 48           | 48           | 24           |
| S3       | 112          | 60           | 60           | 30           |
| S5       | 107          | 52           | 52           | 26           |
| S7       | 111          | 56           | 56           | 28           |
| S8       | 109          | 50           | 50           | 25           |
| S9       | 28           | 45           | 45           | 207          |
| S11      | 25           | 49           | 49           | 206          |
| S12      | 24           | 47           | 47           | 205          |
| S13      | 26           | 51           | 51           | 204          |
| S15      | 23           | 43           | 43           | 203          |
| S16      | 27           | 53           | 53           | 202          |
| S17      | 22           | 55           | 55           | 208          |
| S18      | 104          | 54           | 54           | 27           |

国鉄→JR西日本
昭和61年11月1日
宮原電車区
| 編成番号 | ← 京都姫路 → | ← 京都姫路 → | ← 京都姫路 → | ← 京都姫路 → | ← 京都姫路 → | ← 京都姫路 → |
| 編成番号 | クハ117      | モハ117      | モハ116      | モハ117      | モハ116      | クハ116      |
| C1       | 1            | 1            | 1            | 2            | 2            | 1            |
| C2       | 2            | 3            | 3            | 4            | 4            | 2            |
| C3       | 3            | 5            | 5            | 6            | 6            | 3            |
| C4       | 4            | 7            | 7            | 8            | 8            | 4            |
| C5       | 5            | 9            | 9            | 10           | 10           | 5            |
| C6       | 6            | 11           | 11           | 12           | 12           | 6            |
| C7       | 7            | 13           | 13           | 14           | 14           | 7            |
| C8       | 8            | 15           | 15           | 16           | 16           | 8            |
| C9       | 9            | 17           | 17           | 18           | 18           | 9            |
| C10      | 10           | 19           | 19           | 20           | 20           | 10           |
| C11      | 11           | 21           | 21           | 22           | 22           | 11           |
| C12      | 12           | 23           | 23           | 24           | 24           | 12           |
| C13      | 13           | 25           | 25           | 26           | 26           | 13           |
| C14      | 14           | 27           | 27           | 28           | 28           | 14           |
| C15      | 15           | 29           | 29           | 30           | 30           | 15           |
| C16      | 16           | 31           | 31           | 32           | 32           | 16           |
| C17      | 17           | 33           | 33           | 34           | 34           | 17           |
| C18      | 18           | 35           | 35           | 36           | 36           | 18           |
| C19      | 19           | 37           | 37           | 38           | 38           | 19           |
| C20      | 20           | 39           | 39           | 40           | 40           | 20           |
| C21      | 21           | 41           | 41           | 42           | 42           | 21           |
| C22      | 101          | 101          | 101          | 102          | 102          | 101          |
| C23      | 102          | 103          | 103          | 104          | 104          | 102          |
| C24      | 103          | 105          | 105          | 106          | 106          | 103          |

平成3年4月1日
宮原電車区
| 編成番号 | ← 京都姫路 → | ← 京都姫路 → | ← 京都姫路 → | ← 京都姫路 → | ← 京都姫路 → | ← 京都姫路 → | ← 京都姫路 → | ← 京都姫路 → |
| 編成番号 | クハ117      | モハ117      | モハ116      | モハ117      | モハ116      | モハ117      | モハ116      | クハ116      |
| C11      | 11           | 21           | 21           | 22           | 22           | 23           | 23           | 11           |
| C13      | 13           | 25           | 25           | 26           | 26           | 27           | 27           | 13           |
| C15      | 15           | 29           | 29           | 30           | 30           | 31           | 31           | 15           |
| C17      | 17           | 33           | 33           | 34           | 34           | 35           | 35           | 17           |
| C19      | 19           | 37           | 37           | 38           | 38           | 39           | 39           | 19           |

| 編成番号 | ← 京都姫路 → | ← 京都姫路 → | ← 京都姫路 → | ← 京都姫路 → | ← 京都姫路 → | ← 京都姫路 → |
| 編成番号 | クハ117      | モハ117      | モハ116      | モハ117      | モハ116      | クハ116      |
| C1       | 1            | 1            | 1            | 2            | 2            | 1            |
| C2       | 2            | 3            | 3            | 4            | 4            | 2            |
| C3       | 3            | 5            | 5            | 6            | 6            | 3            |
| C4       | 4            | 7            | 7            | 8            | 8            | 4            |
| C5       | 5            | 9            | 9            | 10           | 10           | 5            |
| C6       | 6            | 11           | 11           | 12           | 12           | 6            |
| C7       | 307          | 313          | 313          | 314          | 314          | 307          |
| C8       | 8            | 15           | 15           | 16           | 16           | 8            |
| C9       | 9            | 17           | 17           | 18           | 18           | 9            |
| C10      | 10           | 19           | 19           | 20           | 20           | 10           |
| C21      | 21           | 41           | 41           | 42           | 42           | 21           |
| C22      | 101          | 101          | 101          | 102          | 102          | 101          |
| C23      | 102          | 103          | 103          | 104          | 104          | 102          |
| C24      | 103          | 105          | 105          | 106          | 106          | 103          |

| 編成番号 | ← 京都姫路 → | ← 京都姫路 → | ← 京都姫路 → | ← 京都姫路 → |
| 編成番号 | クハ117      | モハ117      | モハ116      | クハ116      |
| C12      | 12           | 24           | 24           | 12           |
| C14      | 14           | 28           | 28           | 14           |
| C16      | 16           | 32           | 32           | 16           |
| C18      | 18           | 36           | 36           | 18           |
| C20      | 20           | 40           | 40           | 20           |

平成4年10月1日
宮原電車区
| 編成番号 | ← 京都姫路 → | ← 京都姫路 → | ← 京都姫路 → | ← 京都姫路 → | ← 京都姫路 → | ← 京都姫路 → | ← 京都姫路 → | ← 京都姫路 → |
| 編成番号 | クハ117      | モハ117      | モハ116      | モハ117      | モハ116      | モハ117      | モハ116      | クハ116      |
| C1       | 1            | 1            | 1            | 2            | 2            | 105          | 105          | 1            |
| C101     | 101          | 101          | 101          | 102          | 102          | 103          | 103          | 101          |

| 編成番号 | ← 京都姫路 → | ← 京都姫路 → | ← 京都姫路 → | ← 京都姫路 → | ← 京都姫路 → | ← 京都姫路 → |
| 編成番号 | クハ117      | モハ117      | モハ116      | モハ117      | モハ116      | クハ116      |
| C2       | 302          | 303          | 303          | 304          | 304          | 302          |
| C3       | 303          | 305          | 305          | 306          | 306          | 303          |
| C4       | 304          | 307          | 307          | 308          | 308          | 304          |
| C5       | 5            | 9            | 9            | 10           | 10           | 5            |
| C6       | 6            | 11           | 11           | 12           | 12           | 6            |
| C7       | 307          | 313          | 313          | 314          | 314          | 307          |
| C8       | 308          | 315          | 315          | 316          | 316          | 308          |
| C10      | 10           | 19           | 19           | 20           | 20           | 10           |
| C21      | 21           | 41           | 41           | 42           | 42           | 21           |

| 編成番号 | ← 京都姫路 → | ← 京都姫路 → | ← 京都姫路 → | ← 京都姫路 → |
| 編成番号 | クハ115      | モハ115      | モハ114      | クハ115      |
| C12      | 12           | 24           | 24           | 12           |
| C14      | 14           | 28           | 28           | 14           |
| C16      | 16           | 32           | 32           | 16           |
| C18      | 18           | 36           | 36           | 18           |
| C20      | 20           | 40           | 40           | 20           |
| C102     | 102          | 104          | 104          | 102          |
| C103     | 103          | 106          | 106          | 103          |

岡山電車区
| 編成番号 | ← 姫路三原 → | ← 姫路三原 → | ← 姫路三原 → | ← 姫路三原 → |
| 編成番号 | クハ117      | モハ117      | モハ116      | クハ116      |
| E1       | 9            | 18           | 18           | 9            |
| E2       | 11           | 22           | 22           | 11           |
| E3       | 13           | 26           | 26           | 13           |
| E4       | 15           | 30           | 30           | 15           |
| E5       | 17           | 34           | 34           | 17           |
| E6       | 19           | 38           | 38           | 19           |

| 編成番号 | ← 姫路三原 → | ← 姫路三原 → | ← 姫路三原 → | ← 姫路三原 → |
| 編成番号 | クハ115      | モハ115      | モハ114      | クハ115      |
| K1       | 1117         | 3501         | 3501         | 603          |
| K2       | 1121         | 3504         | 3504         | 606          |
| K3       | 1122         | 3510         | 3510         | 124          |
| K4       | 1141         | 3507         | 3507         | 602          |
| K5       | 1147         | 3505         | 3505         | 34           |
| K6       | 1150         | 3506         | 3506         | 35           |
| K7       | 1153         | 3511         | 3511         | 36           |

広島運転所
| 編成番号 | ← 三原下関 → | ← 三原下関 → | ← 三原下関 → | ← 三原下関 → |
| 編成番号 | クハ115      | モハ115      | モハ114      | クハ115      |
| A18      | 3118         | 3502         | 3502         | 3018         |
| A19      | 3119         | 3503         | 3503         | 3019         |
| A20      | 3120         | 3508         | 3508         | 3020         |
| A21      | 3121         | 3509         | 3509         | 3021         |

平成8年10月1日
宮原電車区
| 編成番号 | ← 京都姫路 → | ← 京都姫路 → | ← 京都姫路 → | ← 京都姫路 → | ← 京都姫路 → | ← 京都姫路 → |
| 編成番号 | クハ117      | モハ117      | モハ116      | モハ117      | モハ116      | クハ116      |
| C1       | 1            | 1            | 1            | 2            | 2            | 1            |
| C4       | 304          | 305          | 305          | 308          | 308          | 304          |
| C5       | 305          | 309          | 309          | 310          | 310          | 305          |
| C6       | 306          | 311          | 311          | 312          | 312          | 306          |
| C7       | 307          | 313          | 313          | 314          | 314          | 307          |
| C8       | 308          | 315          | 315          | 316          | 316          | 308          |
| C10      | 310          | 319          | 319          | 320          | 320          | 310          |
| C12      | 12           |              |              |              |              | 12           |
| C14      | 14           | 105          | 105          | 28           | 28           | 14           |
| C16      | 16           | 103          | 103          | 32           | 32           | 16           |
| C18      | 18           | 307          | 307          | 36           | 36           | 18           |
| C20      | 20           | 305          | 305          | 40           | 40           | 20           |
| C101     | 101          | 101          | 101          | 102          | 102          | 101          |
| C102     | 102          | 24           | 24           | 104          | 104          | 102          |
| C103     | 103          | 303          | 303          | 106          | 106          | 103          |

| 編成番号 | ← 京都姫路 → | ← 京都姫路 → | ← 京都姫路 → | ← 京都姫路 → |
| 編成番号 | クハ117      | モハ117      | モハ116      | クハ116      |
| C2       | 302          | 304          | 304          | 302          |
| C3       | 303          | 306          | 306          | 303          |
| C21      | 321          | 342          | 342          | 321          |

岡山電車区
| 編成番号 | ← 姫路福山 → | ← 姫路福山 → | ← 姫路福山 → | ← 姫路福山 → |
| 編成番号 | クハ117      | モハ117      | モハ116      | クハ116      |
| E1       | 9            | 18           | 18           | 9            |
| E2       | 11           | 22           | 22           | 11           |
| E3       | 13           | 26           | 26           | 13           |
| E4       | 15           | 30           | 30           | 15           |
| E5       | 17           | 34           | 34           | 17           |
| E6       | 19           | 38           | 38           | 19           |

| 編成番号 | ← 姫路三原 → | ← 姫路三原 → | ← 姫路三原 → | ← 姫路三原 → |
| 編成番号 | クハ115      | モハ115      | モハ114      | クハ115      |
| K1       | 1117         | 3501         | 3501         | 1147         |
| K2       | 1121         | 3504         | 3504         | 1150         |
| K3       | 1122         | 3510         | 3510         | 622          |
| K4       | 305          | 3507         | 3507         | 306          |
| K5       | 331          | 3505         | 3505         | 332          |
| K6       | 311          | 3506         | 3506         | 312          |
| K7       | 1153         | 3511         | 3511         | 620          |

広島運転所
| 編成番号 | ← 三原下関 → | ← 三原下関 → | ← 三原下関 → | ← 三原下関 → |
| 編成番号 | クハ115      | モハ115      | モハ114      | クハ115      |
| N18      | 3118         | 3502         | 3502         | 3018         |
| N19      | 3119         | 3503         | 3503         | 3019         |
| N20      | 3120         | 3508         | 3508         | 3020         |
| N21      | 3121         | 3509         | 3509         | 3021         |

平成9年4月1日
宮原電車区
| 編成番号 | ← 京都姫路 → | ← 京都姫路 → | ← 京都姫路 → | ← 京都姫路 → | ← 京都姫路 → | ← 京都姫路 → |
| 編成番号 | クハ117      | モハ117      | モハ116      | モハ117      | モハ116      | クハ116      |
| C1       | 1            | 1            | 1            | 2            | 2            | 1            |
| C4       | 304          | 305          | 305          | 308          | 308          | 304          |
| C5       | 305          | 309          | 309          | 310          | 310          | 305          |
| C6       | 306          | 311          | 311          | 312          | 312          | 306          |
| C7       | 307          | 313          | 313          | 314          | 314          | 307          |
| C8       | 308          | 315          | 315          | 316          | 316          | 308          |
| C10      | 310          | 319          | 319          | 320          | 320          | 310          |
| C12      | 12           | 24           | 24           | 303          | 303          | 12           |
| C14      | 14           | 32           | 32           | 28           | 28           | 14           |
| C16      | 16           | 40           | 40           | 36           | 36           | 16           |
| C101     | 101          | 101          | 101          | 102          | 102          | 101          |
| C102     | 102          | 103          | 103          | 104          | 104          | 102          |
| C103     | 103          | 105          | 105          | 106          | 106          | 103          |

| 編成番号 | ← 京都姫路 → | ← 京都姫路 → | ← 京都姫路 → | ← 京都姫路 → |
| 編成番号 | クハ117      | モハ117      | モハ116      | クハ116      |
| C2       | 302          | 304          | 304          | 302          |
| C3       | 303          | 306          | 306          | 303          |
| C18      | 318          | 305          | 305          | 318          |
| C20      | 320          | 341          | 341          | 320          |
| C21      | 321          | 342          | 342          | 321          |

岡山電車区
| 編成番号 | ← 姫路三原 → | ← 姫路三原 → | ← 姫路三原 → | ← 姫路三原 → |
| 編成番号 | クハ117      | モハ117      | モハ116      | クハ116      |
| E1       | 9            | 18           | 18           | 9            |
| E2       | 11           | 22           | 22           | 11           |
| E3       | 13           | 26           | 26           | 13           |
| E4       | 15           | 30           | 30           | 15           |
| E5       | 17           | 34           | 34           | 17           |
| E6       | 19           | 38           | 38           | 19           |

| 編成番号 | ← 姫路三原 → | ← 姫路三原 → | ← 姫路三原 → | ← 姫路三原 → |
| 編成番号 | クハ115      | モハ115      | モハ114      | クハ115      |
| K1       | 1117         | 3501         | 3501         | 1147         |
| K2       | 1121         | 3504         | 3504         | 1150         |
| K3       | 1122         | 3510         | 3510         | 622          |
| K4       | 305          | 3507         | 3507         | 306          |
| K5       | 331          | 3505         | 3505         | 332          |
| K6       | 311          | 3506         | 3506         | 312          |
| K7       | 1153         | 3511         | 3511         | 620          |

広島運転所
| 編成番号 | ← 三原下関 → | ← 三原下関 → | ← 三原下関 → | ← 三原下関 → |
| 編成番号 | クハ115      | モハ115      | モハ114      | クハ115      |
| N18      | 3118         | 3502         | 3502         | 3018         |
| N19      | 3119         | 3503         | 3503         | 3019         |
| N20      | 3120         | 3508         | 3508         | 3020         |
| N21      | 3121         | 3509         | 3509         | 3021         |

平成14年4月1日
宮原総合運転所
| 編成番号 | ← 京都姫路 → | ← 京都姫路 → | ← 京都姫路 → | ← 京都姫路 → | ← 京都姫路 → | ← 京都姫路 → |
| 編成番号 | クハ117      | モハ117      | モハ116      | モハ117      | モハ116      | クハ116      |
| C1       | 1            | 1            | 1            | 2            | 2            | 1            |
| C4       | 304          | 305          | 305          | 308          | 308          | 304          |
| C5       | 305          | 309          | 309          | 310          | 310          | 305          |
| C6       | 306          | 311          | 311          | 312          | 312          | 306          |
| C7       | 307          | 313          | 313          | 314          | 314          | 307          |
| C10      | 310          | 319          | 319          | 320          | 320          | 310          |
| C16      | 16           | 32           | 32           | 36           | 36           | 16           |
| C101     | 101          | 101          | 101          | 102          | 102          | 101          |
| C102     | 102          | 103          | 103          | 104          | 104          | 102          |
| C103     | 103          | 105          | 105          | 106          | 106          | 103          |

| 編成番号 | ← 京都姫路 → | ← 京都姫路 → | ← 京都姫路 → | ← 京都姫路 → |
| 編成番号 | クハ117      | モハ117      | モハ116      | クハ116      |
| C2       | 302          | 304          | 304          | 302          |
| C3       | 303          | 306          | 306          | 303          |
| C21      | 321          | 342          | 342          | 321          |

岡山電車区
| 編成番号 | ← 姫路三原 → | ← 姫路三原 → | ← 姫路三原 → | ← 姫路三原 → |
| 編成番号 | クハ117      | モハ117      | モハ116      | クハ116      |
| E1       | 9            | 18           | 18           | 9            |
| E2       | 11           | 22           | 22           | 11           |
| E3       | 13           | 26           | 26           | 13           |
| E4       | 15           | 30           | 30           | 15           |
| E5       | 17           | 34           | 34           | 17           |
| E6       | 19           | 38           | 38           | 19           |

| 編成番号 | ← 姫路三原 → | ← 姫路三原 → | ← 姫路三原 → | ← 姫路三原 → |
| 編成番号 | クハ115      | モハ115      | モハ114      | クハ115      |
| K1       | 1117         | 3501         | 3501         | 1147         |
| K2       | 1121         | 3504         | 3504         | 1150         |
| K3       | 1122         | 3510         | 3510         | 1234         |
| K4       | 305          | 3507         | 3507         | 306          |
| K5       | 331          | 3505         | 3505         | 332          |
| K6       | 311          | 3506         | 3506         | 312          |
| K7       | 1153         | 3511         | 3511         | 1216         |

広島運転所
| 編成番号 | ← 三原下関 → | ← 三原下関 → | ← 三原下関 → | ← 三原下関 → |
| 編成番号 | クハ115      | モハ115      | モハ114      | クハ115      |
| N14      | 3114         | 3514         | 3514         | 3014         |
| N16      | 3116         | 3512         | 3512         | 3016         |
| N17      | 3117         | 3513         | 3512         | 3017         |
| N18      | 3118         | 3502         | 3502         | 3018         |
| N19      | 3119         | 3503         | 3503         | 3019         |
| N20      | 3120         | 3508         | 3508         | 3020         |
| N21      | 3121         | 3509         | 3509         | 3021         |

日根野電車区
| 編成番号 | ← 王寺・和歌山御坊 → | ← 王寺・和歌山御坊 → | ← 王寺・和歌山御坊 → | ← 王寺・和歌山御坊 → |
| 編成番号 | クハ117              | モハ117              | モハ116              | クハ116              |
| G401     | 12                   | 24                   | 24                   | 12                   |
| G402     | 14                   | 28                   | 28                   | 14                   |
| G403     | 308                  | 40                   | 40                   | 308                  |
| G404     | 318                  | 305                  | 305                  | 318                  |
| G405     | 320                  | 341                  | 341                  | 320                  |

平成20年4月1日
京都総合運転所
| 編成番号 | ← 京都姫路 → | ← 京都姫路 → | ← 京都姫路 → | ← 京都姫路 → | ← 京都姫路 → | ← 京都姫路 → | ← 京都姫路 → | ← 京都姫路 → |
| 編成番号 | クハ117      | モハ117      | モハ116      | モハ117      | モハ116      | モハ117      | モハ116      | クハ116      |
| T04      | 304          | 307          | 307          | 308          | 308          | 342          | 342          | 304          |
| T05      | 307          | 313          | 313          | 314          | 314          | 320          | 320          | 307          |

| 編成番号 | ← 京都姫路 → | ← 京都姫路 → | ← 京都姫路 → | ← 京都姫路 → | ← 京都姫路 → | ← 京都姫路 → |
| 編成番号 | クハ117      | モハ117      | モハ116      | モハ117      | モハ116      | クハ116      |
| S01      | 1            | 1            | 1            | 2            | 2            | 1            |
| S02      | 16           | 32           | 32           | 36           | 36           | 16           |
| S03      | 305          | 309          | 309          | 102          | 102          | 305          |
| S04      | 306          | 304          | 304          | 306          | 306          | 306          |
| S05      | 310          | 319          | 319          | 106          | 106          | 310          |
| S06      | 321          | 310          | 310          | 104          | 104          | 321          |

和歌山列車区新和歌山車両センター
| 編成番号 | ← 王寺・和歌山御坊 → | ← 王寺・和歌山御坊 → | ← 王寺・和歌山御坊 → | ← 王寺・和歌山御坊 → |
| 編成番号 | クハ117              | モハ117              | モハ116              | クハ116              |
| G1       | 12                   | 24                   | 24                   | 12                   |
| G2       | 14                   | 28                   | 28                   | 14                   |
| G3       | 308                  | 40                   | 40                   | 308                  |
| G4       | 318                  | 305                  | 305                  | 318                  |
| G5       | 320                  | 341                  | 341                  | 320                  |

岡山電車区
| 編成番号 | ← 姫路三原 → | ← 姫路三原 → | ← 姫路三原 → | ← 姫路三原 → |
| 編成番号 | クハ117      | モハ117      | モハ116      | クハ116      |
| E1       | 9            | 18           | 18           | 9            |
| E2       | 11           | 22           | 22           | 11           |
| E3       | 13           | 26           | 26           | 13           |
| E4       | 15           | 30           | 30           | 15           |
| E5       | 17           | 34           | 34           | 17           |
| E6       | 19           | 38           | 38           | 19           |

| 編成番号 | ← 姫路三原 → | ← 姫路三原 → | ← 姫路三原 → | ← 姫路三原 → |
| 編成番号 | クハ115      | モハ115      | モハ114      | クハ115      |
| K1       | 1117         | 3501         | 3501         | 1147         |
| K2       | 1121         | 3504         | 3504         | 1150         |
| K3       | 1122         | 3510         | 3510         | 1234         |
| K4       | 305          | 3507         | 3507         | 306          |
| K5       | 331          | 3505         | 3505         | 332          |
| K6       | 311          | 3506         | 3506         | 312          |
| K7       | 1153         | 3511         | 3511         | 1216         |

下関地域鉄道部下関車両管理室
| 編成番号 | ← 広島下関 → | ← 広島下関 → | ← 広島下関 → | ← 広島下関 → |
| 編成番号 | クハ117      | モハ117      | モハ116      | クハ116      |
| C101     | 101          | 101          | 101          | 101          |
| C102     | 102          | 103          | 103          | 102          |
| C103     | 103          | 105          | 105          | 103          |
| C104     | 302          | 311          | 311          | 302          |
| C105     | 303          | 312          | 312          | 303          |

| 編成番号 | ← 広島下関 → | ← 広島下関 → | ← 広島下関 → | ← 広島下関 → |
| 編成番号 | クハ115      | モハ115      | モハ114      | クハ115      |
| N14      | 3114         | 3514         | 3514         | 3014         |
| N16      | 3116         | 3512         | 3512         | 3016         |
| N17      | 3117         | 3513         | 3513         | 3017         |
| N18      | 3118         | 3502         | 3502         | 3018         |
| N19      | 3119         | 3503         | 3503         | 3019         |
| N20      | 3120         | 3508         | 3508         | 3020         |
| N21      | 3121         | 3509         | 3509         | 3021         |

平成22年4月1日
京都総合運転所
| 編成番号 | ← 京都姫路 → | ← 京都姫路 → | ← 京都姫路 → | ← 京都姫路 → | ← 京都姫路 → | ← 京都姫路 → | ← 京都姫路 → | ← 京都姫路 → |
| 編成番号 | クハ117      | モハ117      | モハ116      | モハ117      | モハ116      | モハ117      | モハ116      | クハ116      |
| T04      | 304          | 307          | 307          | 308          | 308          | 104          | 104          | 304          |
| T05      | 307          | 313          | 313          | 314          | 314          | 106          | 106          | 307          |

| 編成番号 | ← 京都姫路 → | ← 京都姫路 → | ← 京都姫路 → | ← 京都姫路 → | ← 京都姫路 → | ← 京都姫路 → |
| 編成番号 | クハ117      | モハ117      | モハ116      | モハ117      | モハ116      | クハ116      |
| S01      | 1            | 1            | 1            | 2            | 2            | 1            |
| S02      | 16           | 32           | 32           | 36           | 36           | 16           |
| S03      | 305          | 309          | 309          | 102          | 102          | 305          |
| S04      | 306          | 314          | 314          | 306          | 306          | 306          |
| S05      | 310          | 319          | 319          | 320          | 320          | 310          |
| S06      | 321          | 310          | 310          | 342          | 342          | 321          |

日根野電車区新在家派出所
| 編成番号 | ← 王寺・和歌山御坊 → | ← 王寺・和歌山御坊 → | ← 王寺・和歌山御坊 → | ← 王寺・和歌山御坊 → |
| 編成番号 | クハ117              | モハ117              | モハ116              | クハ116              |
| G1       | 12                   | 24                   | 24                   | 12                   |
| G2       | 14                   | 28                   | 28                   | 14                   |
| G3       | 308                  | 40                   | 40                   | 308                  |
| G4       | 318                  | 305                  | 305                  | 318                  |
| G5       | 320                  | 341                  | 341                  | 320                  |

岡山電車区
| 編成番号 | ← 姫路三原 → | ← 姫路三原 → | ← 姫路三原 → | ← 姫路三原 → |
| 編成番号 | クハ117      | モハ117      | モハ116      | クハ116      |
| E1       | 9            | 18           | 18           | 9            |
| E2       | 11           | 22           | 22           | 11           |
| E3       | 13           | 26           | 26           | 13           |
| E4       | 15           | 30           | 30           | 15           |
| E5       | 17           | 34           | 34           | 17           |
| E6       | 19           | 38           | 38           | 19           |

| 編成番号 | ← 姫路三原 → | ← 姫路三原 → | ← 姫路三原 → | ← 姫路三原 → |
| 編成番号 | クハ115      | モハ115      | モハ114      | クハ115      |
| K1       | 1117         | 3501         | 3501         | 1147         |
| K2       | 1121         | 3504         | 3504         | 1150         |
| K3       | 1122         | 3510         | 3510         | 1234         |
| K4       | 305          | 3507         | 3507         | 306          |
| K5       | 331          | 3505         | 3505         | 332          |
| K6       | 311          | 3506         | 3506         | 312          |
| K7       | 1153         | 3511         | 3511         | 1216         |

下関総合車両所
| 編成番号 | ← 広島下関 → | ← 広島下関 → | ← 広島下関 → | ← 広島下関 → |
| 編成番号 | クハ117      | モハ117      | モハ116      | クハ116      |
| C101     | 101          | 101          | 101          | 101          |
| C102     | 102          | 103          | 103          | 102          |
| C103     | 103          | 105          | 105          | 103          |
| C104     | 302          | 311          | 311          | 302          |
| C105     | 303          | 312          | 312          | 303          |

| 編成番号 | ← 広島下関 → | ← 広島下関 → | ← 広島下関 → | ← 広島下関 → |
| 編成番号 | クハ115      | モハ115      | モハ114      | クハ115      |
| N14      | 3114         | 3514         | 3514         | 3014         |
| N16      | 3116         | 3512         | 3512         | 3016         |
| N17      | 3117         | 3513         | 3513         | 3017         |
| N18      | 3118         | 3502         | 3502         | 3018         |
| N19      | 3119         | 3503         | 3503         | 3019         |
| N20      | 3120         | 3508         | 3508         | 3020         |
| N21      | 3121         | 3509         | 3509         | 3021         |

平成22年10月1日
京都総合運転所
| 編成番号 | ← 近江今津京都 → | ← 近江今津京都 → | ← 近江今津京都 → | ← 近江今津京都 → | ← 近江今津京都 → | ← 近江今津京都 → | ← 近江今津京都 → | ← 近江今津京都 → |
| 編成番号 | クハ117          | モハ117          | モハ116          | モハ117          | モハ116          | モハ117          | モハ116          | クハ116          |
| T01      | 1                | 1                | 1                | 2                | 2                | 104              | 104              | 1                |
| T02      | 16               | 32               | 32               | 36               | 36               | 106              | 106              | 16               |

| 編成番号 | ← 永原・柘植京都 → | ← 永原・柘植京都 → | ← 永原・柘植京都 → | ← 永原・柘植京都 → | ← 永原・柘植京都 → | ← 永原・柘植京都 → |
| 編成番号 | クハ117            | モハ117            | モハ116            | モハ117            | モハ116            | クハ116            |
| S01      | 304                | 307                | 307                | 308                | 308                | 304                |
| S02      | 307                | 313                | 313                | 304                | 304                | 307                |
| S03      | 305                | 309                | 309                | 102                | 102                | 305                |
| S04      | 306                | 314                | 314                | 306                | 306                | 306                |
| S05      | 310                | 319                | 319                | 320                | 320                | 310                |
| S06      | 321                | 310                | 310                | 342                | 342                | 321                |

日根野電車区新在家派出所
| 編成番号 | ← 王寺・和歌山御坊 → | ← 王寺・和歌山御坊 → | ← 王寺・和歌山御坊 → | ← 王寺・和歌山御坊 → |
| 編成番号 | クハ117              | モハ117              | モハ116              | クハ116              |
| G1       | 12                   | 24                   | 24                   | 12                   |
| G2       | 14                   | 28                   | 28                   | 14                   |
| G3       | 308                  | 40                   | 40                   | 308                  |
| G4       | 318                  | 305                  | 305                  | 318                  |
| G5       | 320                  | 341                  | 341                  | 320                  |

岡山電車区
| 編成番号 | ← 姫路三原 → | ← 姫路三原 → | ← 姫路三原 → | ← 姫路三原 → |
| 編成番号 | クハ117      | モハ117      | モハ116      | クハ116      |
| E1       | 9            | 18           | 18           | 9            |
| E2       | 11           | 22           | 22           | 11           |
| E3       | 13           | 26           | 26           | 13           |
| E4       | 15           | 30           | 30           | 15           |
| E5       | 17           | 34           | 34           | 17           |
| E6       | 19           | 38           | 38           | 19           |

| 編成番号 | ← 姫路三原 → | ← 姫路三原 → | ← 姫路三原 → | ← 姫路三原 → |
| 編成番号 | クハ115      | モハ115      | モハ114      | クハ115      |
| K1       | 1117         | 3501         | 3501         | 1147         |
| K2       | 1121         | 3504         | 3504         | 1150         |
| K3       | 1122         | 3510         | 3510         | 1234         |
| K4       | 305          | 3507         | 3507         | 306          |
| K5       | 331          | 3505         | 3505         | 332          |
| K6       | 311          | 3506         | 3506         | 312          |
| K7       | 1153         | 3511         | 3511         | 1216         |

下関総合車両所（運用研修センター）
| 編成番号 | ← 広島下関 → | ← 広島下関 → | ← 広島下関 → | ← 広島下関 → |
| 編成番号 | クハ117      | モハ117      | モハ116      | クハ116      |
| C101     | 101          | 101          | 101          | 101          |
| C102     | 102          | 103          | 103          | 102          |
| C103     | 103          | 105          | 105          | 103          |
| C104     | 302          | 311          | 311          | 302          |
| C105     | 303          | 312          | 312          | 303          |

| 編成番号 | ← 広島下関 → | ← 広島下関 → | ← 広島下関 → | ← 広島下関 → |
| 編成番号 | クハ115      | モハ115      | モハ114      | クハ115      |
| N14      | 3114         | 3514         | 3514         | 3014         |
| N16      | 3116         | 3512         | 3512         | 3016         |
| N17      | 3117         | 3513         | 3513         | 3017         |
| N18      | 3118         | 3502         | 3502         | 3018         |
| N19      | 3119         | 3503         | 3503         | 3019         |
| N20      | 3120         | 3508         | 3508         | 3020         |
| N21      | 3521         | 3509         | 3509         | 3021         |

平成28年4月1日
吹田総合車両所京都支所
| 編成番号 | ← 近江今津京都 → | ← 近江今津京都 → | ← 近江今津京都 → | ← 近江今津京都 → | ← 近江今津京都 → | ← 近江今津京都 → | ← 近江今津京都 → | ← 近江今津京都 → |
| 編成番号 | クハ117          | モハ117          | モハ116          | モハ117          | モハ116          | モハ117          | モハ116          | クハ116          |
| T01      | 1                | 1                | 1                | 2                | 2                | 104              | 104              | 1                |
| T02      | 16               | 32               | 32               | 36               | 36               | 106              | 106              | 16               |

| 編成番号 | ← 永原・柘植京都 → | ← 永原・柘植京都 → | ← 永原・柘植京都 → | ← 永原・柘植京都 → | ← 永原・柘植京都 → | ← 永原・柘植京都 → |
| 編成番号 | クハ117            | モハ117            | モハ116            | モハ117            | モハ116            | クハ116            |
| S01      | 304                | 307                | 307                | 308                | 308                | 304                |
| S02      | 307                | 313                | 313                | 304                | 304                | 307                |
| S03      | 305                | 309                | 309                | 102                | 102                | 305                |
| S04      | 306                | 314                | 314                | 306                | 306                | 306                |
| S05      | 310                | 319                | 319                | 320                | 320                | 310                |
| S06      | 321                | 310                | 310                | 342                | 342                | 321                |

吹田総合車両所日根野支所新在家派出所
| 編成番号 | ← 王子・和歌山御坊 → | ← 王子・和歌山御坊 → | ← 王子・和歌山御坊 → | ← 王子・和歌山御坊 → |
| 編成番号 | クハ117              | モハ117              | モハ116              | クハ116              |
| SG001    | 12                   | 312                  | 312                  | 12                   |
| SG002    | 14                   | 311                  | 311                  | 14                   |
| SG003    | 308                  | 40                   | 40                   | 308                  |
| SG004    | 318                  | 305                  | 305                  | 318                  |
| SG005    | 320                  | 341                  | 341                  | 320                  |

岡山電車区
| 編成番号 | ← 姫路三原 → | ← 姫路三原 → | ← 姫路三原 → | ← 姫路三原 → |
| 編成番号 | クハ117      | モハ117      | モハ116      | クハ116      |
| E04      | 15           | 30           | 30           | 15           |
| E05      | 17           | 34           | 34           | 17           |
| E06      | 19           | 38           | 38           | 19           |
| E07      | 101          | 101          | 101          | 101          |
| E08      | 102          | 103          | 103          | 102          |
| E09      | 103          | 105          | 105          | 103          |

| 編成番号 | ← 姫路三原 → | ← 姫路三原 → | ← 姫路三原 → | ← 姫路三原 → |
| 編成番号 | クハ115      | モハ115      | モハ114      | クハ115      |
| K1       | 1117         | 3501         | 3501         | 1147         |
| K6       | 311          | 3506         | 3506         | 312          |

下関総合車両所
| 編成番号 | ← 広島下関 → | ← 広島下関 → | ← 広島下関 → | ← 広島下関 → |
| 編成番号 | クハ115      | モハ115      | モハ114      | クハ115      |
| N14      | 3114         | 3514         | 3514         | 3014         |
| N16      | 3116         | 3512         | 3512         | 3016         |
| N17      | 3117         | 3513         | 3513         | 3017         |
| N18      | 3118         | 3502         | 3502         | 3018         |
| N19      | 3119         | 3503         | 3503         | 3019         |
| N20      | 3120         | 3508         | 3508         | 3020         |
| N21      | 3121         | 3509         | 3509         | 3021         |

## 保存車
| 画像 | 番号                   | 所在地                                                   | 備考 |
| ---- | ---------------------- | -------------------------------------------------------- | --- |
|      | クハ117-1              | 京都府京都市下京区観喜寺町 京都鉄道博物館                | 元吹田総合車両所京都支所T1編成。 2022年に吹田総合車両所にて修繕された後、2023年7月より博物館へ収蔵、常設展示された。                                   |
|      | クハ117-30             | 愛知県名古屋市港区金城ふ頭3-2-2 リニア・鉄道館           | 元大垣電車区S1編成。 開館当初より屋外展示されていたが、2019年にクロ381-11との入替で屋内の収蔵車両エリアへ移動。                                        |
|      | モハ117-59 クハ116-209 | 愛知県名古屋市港区金城ふ頭3-2-2 リニア・鉄道館 ※解体済み | 元大垣電車区S1編成。 開館当初よりクハ117-30との3両編成で屋外展示されていたが、2019年のN700系量産先行試作車（X0編成）への屋外展示入替に伴い解体された。 |